# Megalithik in den Niederlanden

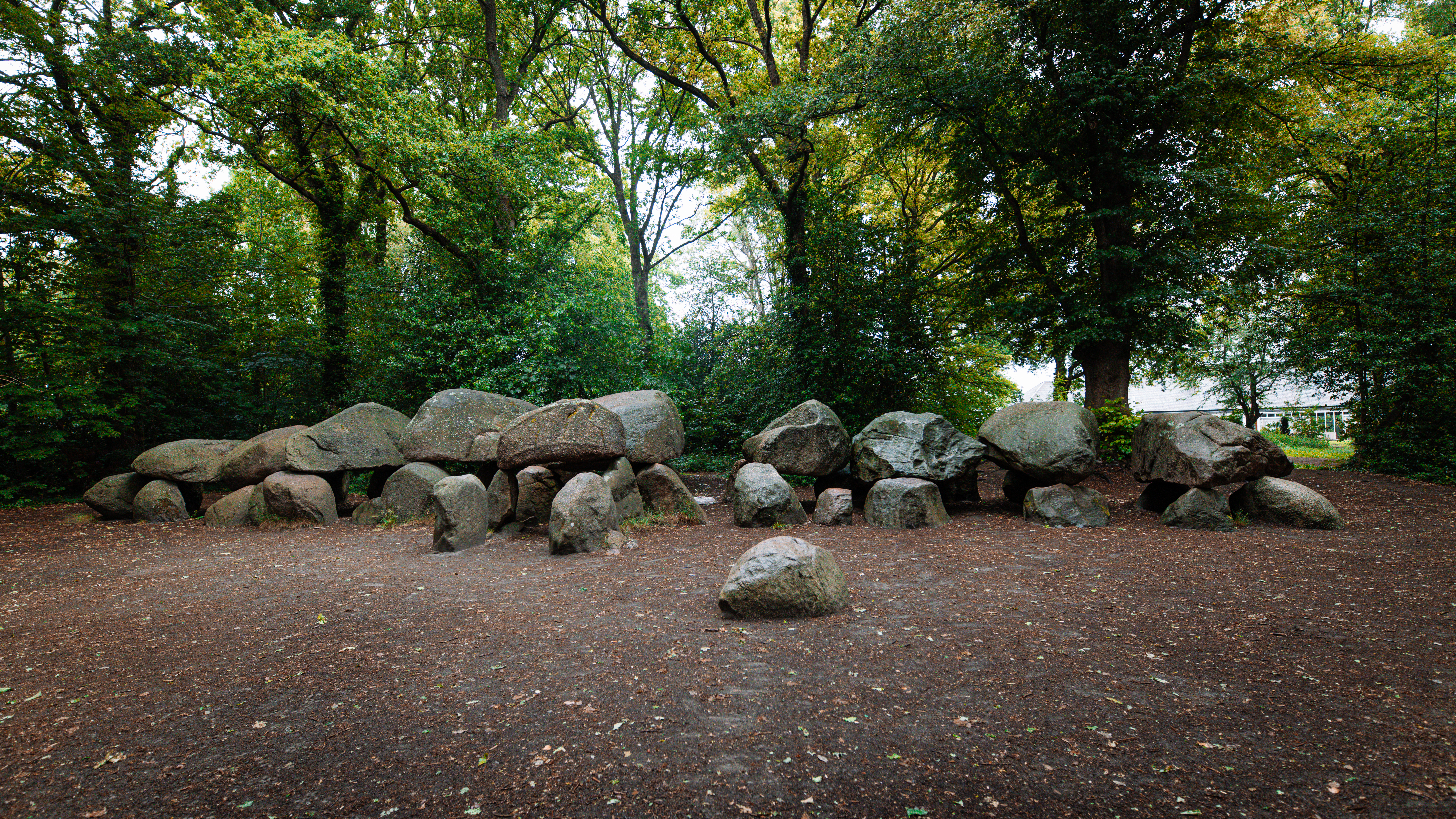
Das Großsteingrab Borger (D27) besitzt die längste Grabkammer aller megalithischen Anlagen in den Niederlanden. Es ist außerdem das erste, in dem eine dokumentierte Ausgrabung stattfand.

Die Megalithik trat in den heutigen Niederlanden während der Jungsteinzeit vor allem im Nordosten auf. Megalithanlagen, also Bauwerke aus großen aufgerichteten Steinen, kommen in verschiedenen Formen und Funktionen vor, hauptsächlich als Grabanlagen, als Tempel oder als Menhire (einzeln oder in Formation stehende Steine). Aus den Niederlanden sind ausschließlich Grabanlagen bekannt. Diese Großsteingräber (niederländisch Hunebedden) sind zwischen 3470 und 3250 v. Chr. von Angehörigen der Westgruppe der Trichterbecherkultur (TBK) errichtet und bis etwa 2760 v. Chr. genutzt worden. Eine Nachnutzung der Anlagen erfolgte nach dem Ende der Trichterbecherkultur im Spätneolithikum durch die Einzelgrabkultur und die Glockenbecherkultur, während der darauf folgenden Frühen Bronzezeit und in geringem Umfang noch bis ins Mittelalter.
Von den ursprünglich wohl über 100 Großsteingräbern der Niederlande sind heute noch 54 erhalten. Von diesen liegen 52 in der Provinz Drenthe. Zwei weitere liegen in der Provinz Groningen, davon wurde eines in ein Museum umgesetzt. Hinzu kommt eine Anlage in der Provinz Utrecht, deren Einordnung als Großsteingrab unsicher ist. Zerstörte Großsteingräber sind zudem aus der Provinz Overijssel bekannt. Die Mehrzahl der erhaltenen Gräber konzentriert sich auf dem Höhenzug Hondsrug zwischen den Städten Groningen und Emmen.
Die Gräber erweckten bereits früh das Interesse von Forschern. Die erste Abhandlung wurde 1547 publiziert. Große Verbreitung fand ein 1660 veröffentlichtes Buch von Johan Picardt, der die Gräber für Bauten von Riesen hielt. Titia Brongersma führte 1685 die erste bekannte Ausgrabung an einem niederländischen Großsteingrab durch. 1734 wurde ein erstes Gesetz zum Schutz der Gräber erlassen; diesem folgten im 18. und 19. Jahrhundert weitere. Leonhardt Johannes Friedrich Janssen legte 1846 erstmals ein annähernd vollständiges Verzeichnis der Gräber vor. William Collings Lukis und Henry Dryden fertigten 1878 von zahlreichen Gräbern die bis dahin genauesten Pläne an. Die moderne archäologische Erforschung der Großsteingräber wurde 1912 durch Jan Hendrik Holwerda eingeleitet, der zwei Anlagen vollständig ausgrub. Kurz darauf begann Albert Egges van Giffen mit weiteren Forschungen. Er vermaß sämtliche Anlagen, führte zahlreiche weitere Grabungen durch und ließ bis in die 1950er Jahre fast alle Gräber restaurieren. Van Giffen entwickelte für die Großsteingräber auch ein bis heute verwendetes Nummerierungssystem mit einem Großbuchstaben für die Provinz und einer von Norden nach Süden aufsteigenden Nummer (sowie einem Kleinbuchstaben bei zerstörten Anlagen). Seit 1967 gibt es in Borger ein Museum, das ausschließlich den Großsteingräbern und ihren Erbauern gewidmet ist.
Die Kammern der Gräber wurden aus Granit-Findlingen erbaut, die während der Eiszeit in den Niederlanden abgelagert wurden. Die Lücken zwischen den Steinen wurden mit Trockenmauerwerk aus kleinen Steinplatten verfüllt. Anschließend wurden die Kammern mit Erde überhügelt. Einige der Hügelschüttungen weisen zudem eine steinerne Umfassung auf. Abhängig davon, ob der Zugang zur Kammer an einer Schmal- oder einer Langseite liegt, werden die Gräber als Dolmen oder Ganggräber bezeichnet. Fast alle Anlagen in den Niederlanden sind Ganggräber, nur bei einer handelt es sich um einen Dolmen. Die Gräber ähneln einander in ihrem Grundaufbau, variieren aber in ihrer Größe sehr stark. Die Kammerlänge reicht von 2,5 m bis zu 20 m. Kleine Kammern wurden in allen Errichtungsphasen gebaut, größere traten erst in späteren Phasen hinzu.
Aufgrund ungünstiger Erhaltungsbedingungen konnten aus den Gräbern nur geringe Reste menschlicher Knochen geborgen werden. Hauptsächlich handelt es sich hierbei um Leichenbrand. Zum Sterbealter und zum Geschlecht der Toten sind nur sehr begrenzte Aussagen möglich.
Sehr reichhaltig sind hingegen die Beigaben. In einigen Gräbern wurden tausende von Keramikscherben gefunden, die sich häufig zu hunderten Gefäßen rekonstruieren ließen. Weitere Beigaben waren Steingeräte, Schmuck in Form von Perlen und Anhängern, Tierknochen und in seltenen Fällen Gegenstände aus Bronze. Das reiche Formen- und Verzierungsspektrum der Gefäße erlaubte die Unterscheidung mehrerer typologischer Stufen, die Rückschlüsse auf die Bau- und Nutzungsgeschichte der Gräber zulassen.

## Forschungsgeschichte

### Frühe Forschungen (16.–18. Jahrhundert)
Die moderne Beschäftigung mit den niederländischen Großsteingräbern begann 1547 mit Anthonius Schonhovius Batavus (Antony van Schoonhove), Kanoniker der Sint-Donaaskathedraal in Brügge. Er bezog sich in einem Manuskript auf eine Textpassage in der Germania des Tacitus, in der „Säulen des Herakles“ im Land der Friesen erwähnt werden. Schonhovius setzte diese mit einem der Gräber bei Rolde gleich und vermengte den Text des Tacitus mit lokalen Sagen. Er nahm an, dass das Baumaterial von Dämonen herbeigeschafft wurde, die unter dem Namen Herakles verehrt wurden. Weiterhin hielt er die Gräber für Altäre, auf denen Menschenopfer durchgeführt wurden. Sein Text wurde in den folgenden Jahrzehnten von zahlreichen weiteren Gelehrten aufgegriffen und die Säulen des Herakles bzw. die „Duvels Kut“ („Teufelsfotze“, ein weiterer Name, der laut Schonhovius für das Grab bei Rolde verwendet wurde), wurden zwischen 1568 und 1636 auf mehreren Landkarten verzeichnet.

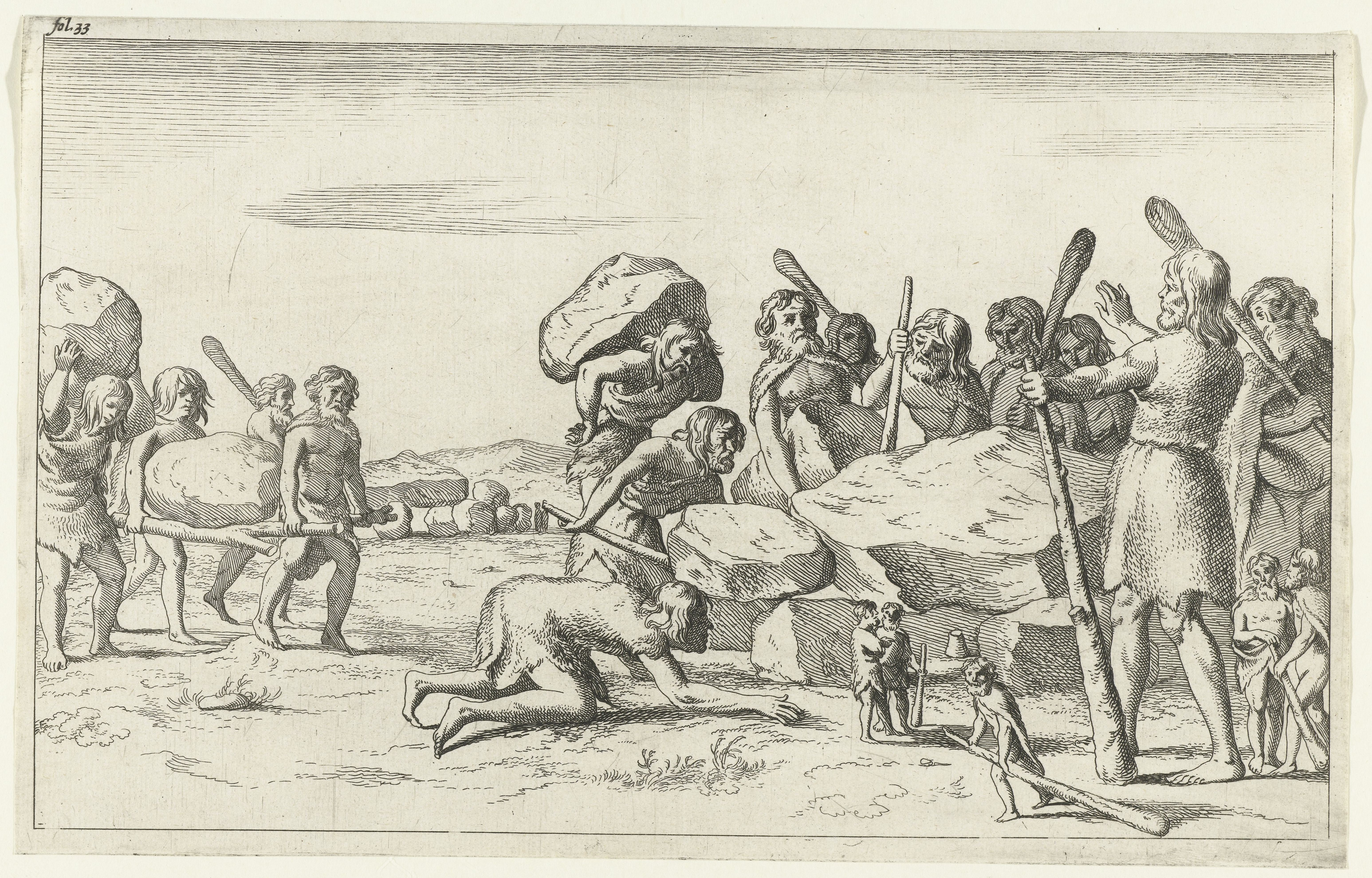
Illustration der Vorstellung Picardts, die Großsteingräber seien von Riesen erbaut worden

Es dauerte noch über hundert Jahre, bis jemand über die niederländischen Großsteingräber schrieb, der sie auch persönlich in Augenschein genommen hatte. Der aus Bentheim stammende Johan Picardt war unter anderem in Rolde und Coevorden als Pastor tätig und verantwortete zudem die Moorkolonisierung im Grenzgebiet zwischen Bentheim und Drenthe. 1660 veröffentlichte er ein dreiteiliges Werk über die Altertümer der Niederlande und im Besonderen der Provinz Drenthe und der Stadt Coevorden. Picardts Ansichten waren stark von biblischen Geschichten beeinflusst. So vertrat er die Hypothese, dass die Großsteingräber von Riesen gebaut worden seien, die aus dem Heiligen Land über Skandinavien schließlich nach Drenthe eingewandert seien. Diese Ansicht fand nicht zuletzt durch eindrückliche Illustrationen in Picardts Buch große Verbreitung. Zugleich gab es aber auch schon vor und während Picards Lebzeiten andere (vor allem deutsche) Forscher, die diese Idee ablehnten und die Errichtung der Gräber gewöhnlichen Menschen zuschrieben. Weiterhin lieferte Picardt erstmals ausführliche Beschreibungen vom Aufbau der Gräber und erwähnte zudem Keramikgefäße als Beigaben.
Auch der Jurist und Historiker Simon van Leeuwen besuchte einige Jahre nach Picardt die Großsteingräber der Provinz Drenthe und widmete ihnen einen Abschnitt in seinem 1685 posthum erschienenen Werk Batavia Illustrata. Auch van Leeuwen hielt Riesen als Erbauer für denkbar, dachte dabei aber eher an hochgewachsene Kimbern und Kelten.

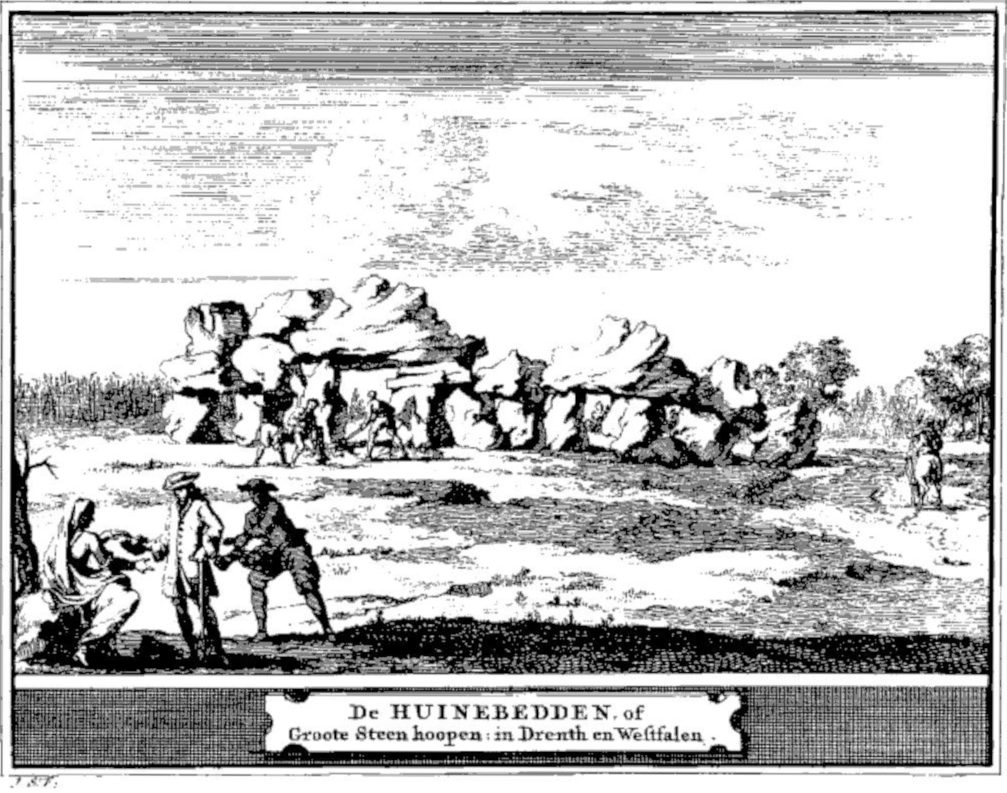
Darstellung der Ausgrabung des Großsteingrabes bei Borger durch Titia Brongersma in Ludolph Smids Schatkamer der Nederlandse oudheden (1711)

Die aus Dokkum stammende Dichterin Titia Brongersma führte 1685 die erste bekannte Ausgrabung an einem Großsteingrab in den Niederlanden durch. Gemeinsam mit ihrem Cousin Jan Laurens Lentinck, dem Schultheiß von Borger, organisierte sie die Untersuchung des Großsteingrabs Borger (D27). Brongersma selbst veröffentlichte hierüber nur zwei Gedichte, aus denen hervorgeht, dass sie das Grab für einen Tempel hielt, welcher der Natur gewidmet war. Sie tauschte sich hierüber aber intensiv mit ihrem Freund, dem aus Groningen stammenden Arzt und Dichter Ludolph Smids, aus. Smids verfasste zunächst seinerseits ein Gedicht über die Grabung. In seinem Werk Poëzije veröffentlichte er 1694 diese Gedichte und fügte zudem eine nähere Beschreibung der Funde und Befunde aus dem Grab hinzu. Smids Publikation der Grabung in Borger sowie sein Briefwechsel mit Christian Schlegel führten dazu, dass die Vorstellung von Riesen als Erbauer der Großsteingräber nun zunehmend abgelehnt wurde. Smids selbst revidierte seine Ansichten aber nach seiner Konversion vom Katholizismus zum Calvinismus wieder und griff in seinem 1711 erschienenen Werk Schatkamer der Nederlandse oudheden erneut die Ansichten Picardts auf.
1706 führten Johannes Hofstede und Abraham Rudolph Kymmel eine weitere Ausgrabung an einem Großsteingrab in Rolde (D17) durch. Hofstede beschrieb in seinem Bericht erstmals die verschiedenen Schichten innerhalb der Anlage sowie die stratigraphische Lage der gefundenen Keramik. Unglücklicherweise hatte der Bericht keinerlei Einfluss auf Hofstedes Zeitgenossen, da er erst 1848 publiziert wurde.
In den 1730er Jahren entstanden in großen Teilen der Niederlande und Nordwestdeutschlands neue Deiche, da die alten auf Holzkonstruktionen basierten, die durch eingeschleppte Schiffsbohrwürmer zerfressen worden waren. Die neuen Deiche bestanden aus steingedeckten Erdhügeln, weswegen Findlinge jetzt zu einem gefragten Baumaterial wurden. Die völlig unregulierte Suche nach Findlingen führte auch dazu, dass Grenzsteine entfernt wurden. Dies veranlasste die Regierung von Drenthe am 21. Juli 1734 eine Resolution zu erlassen, die solche Handlungen verbot. Gleichzeitig wurden mit dieser Resolution die Großsteingräber unter Schutz gestellt. Nach zwei königlichen Erlässen in Dänemark (1620) und Schweden (1630) war dies europaweit das dritte Gesetz zum Schutz von Altertümern.
1732 unternahm der wohlhabende Amsterdamer Textilhändler Andries Schoemaker gemeinsam mit dem Zeichner Cornelis Pronk und dessen Schüler Abraham de Haen eine Reise nach Drenthe. Dabei entstanden die ersten realistischen Zeichnungen der beiden Großsteingräber bei Havelte (D53 und D54). Schoemaker fertigte zudem eine ausführliche Beschreibung der Anlagen an. Beide Zeichner kehrten später noch einmal nach Drenthe zurück. Von de Haen ist noch eine Zeichnung des Großsteingrabs D53 aus dem Jahr 1737 überliefert und von Pronk eine des Großsteingrabs Midlaren (D3) aus dem Jahr 1754.

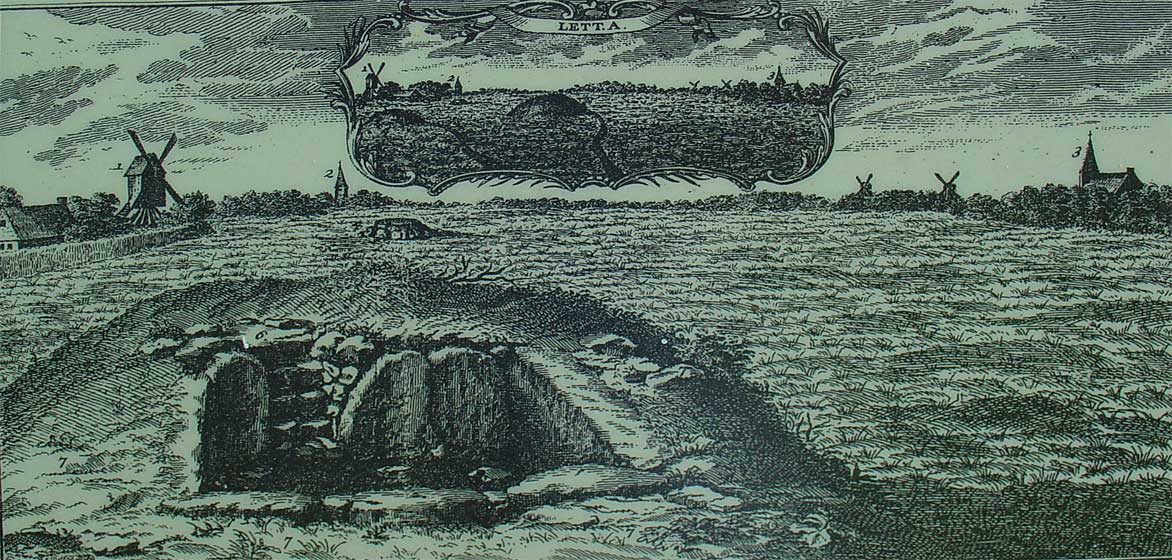
Zeichnung des Großsteingrabs Eext zum Zeitpunkt der Restaurierung durch Joannes van Lier

1756 wurde Joannes van Lier mit der Restaurierung des Großsteingrabs Eext (D13) beauftragt. Diese in den Boden eingetiefte Anlage war rund 20 Jahre zuvor von einem Steinsucher entdeckt worden und wurde 1756 ebenfalls von Steinsuchern wiederentdeckt. Dabei aufgefundene Gefäße und Äxte wurden an Sammler verkauft. Außerdem wurden zwei Decksteine entfernt. Van Lier führte eine ausführliche Untersuchung der Anlage durch und versetzte die Grabkammer so gut es ging in ihren ursprünglichen Zustand zurück. Nur zwei Tage später veröffentlichte er einen Zeitungsartikel über seine Arbeit. Kurz darauf fertigte Cornelis van Noorde eine Zeichnung des Grabes an. Henrik Cannegieter, Rektor der Lateinschule in Arnhem, schrieb auf Grundlage des Zeitungsartikels eine Abhandlung über das Grab, ohne es selbst je in Augenschein genommen oder mit van Lier Kontakt aufgenommen zu haben. Auf Anregung seines Freundes Arnout Vosmaer setzte van Lier sich in fünf langen Briefen mit dieser Abhandlung kritisch auseinander. Aus diesen Briefen entstand schließlich die erste monographische Abhandlung über ein niederländisches Großsteingrab. Sie wurde 1760 von Vosmaer herausgegeben.

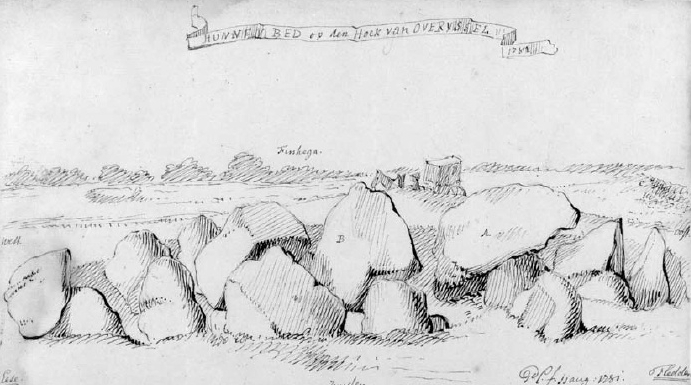
Zeichnung des Großsteingrabs Steenwijkerwold von Petrus Camper (1781)

Petrus Camper fertigte zwischen 1768 und 1781 Zeichnungen von acht Großsteingräbern an, darunter das im 19. Jahrhundert zerstörte Großsteingrab Steenwijkerwold (O1).
1774 gab Theodorus van Brussel eine Neuauflage von Ludolf Smids’ Schatkamer der Nederlandse oudheden heraus und versah sie mit umfangreichen eigenen Anmerkungen. Van Brussel vertrat darin (offensichtlich in Unkenntnis der Arbeiten van Liers) die Ansicht, die Großsteingräber seien natürliche Gebilde, die sich auf dem Meeresgrund gebildet hätten und nachdem das Land trockengefallen war, hätten sie durch Erosion ihr heutiges Aussehen erhalten.
1790 veröffentlichte Engelbertus Matthias Engelberts den dritten Band seines an ein breites Publikum gerichteten Geschichtswerks De Aloude Staat En Geschiedenissen Der Vereenigde Nederlanden. Er widmete sich darin ausführlich den Großsteingräbern und fasste den damaligen Forschungsstand recht vollständig zusammen. Er fügte seinem Text außerdem zwei (recht ungenaue) Zeichnungen des Großsteingrabs Tynaarlo (D6) bei. Erwähnenswert ist seine Beobachtung, dass bei den Gräbern die flache Seite der Decksteine stets nach unten zeigt. Er verwarf daher die Idee, die Anlagen hätten als Altäre gedient.
1790 wurde die Resolution zum Schutz der Großsteingräber erneuert. 1809 verbot der Landdrost von Drenthe, Petrus Hofstede, erneut das Entfernen von Steinen aus den Gräbern sowie das Graben in Hügeln. 1818/19 wurden die lokalen Behörden verpflichtet, die Einhaltung dieses Gesetzes genau zu überwachen und jährlich Berichte hierüber zu verfassen.

### 19. Jahrhundert
1808 rief die Koninklijke Hollandsche Maatschappij der Wetenschappen auf Initiative von Adriaan Giles Camper, dem Sohn Petrus Campers, einen Wettbewerb ins Leben, der zum Ziel hatte, die ethnische Identität der Erbauer der Großsteingräber zu klären.
Im April 1809 wurde das bis dahin vollständig überhügelte Großsteingrab Emmen-Noord (D41) freigelegt und untersucht. Johannes Hofstede, der Bruder von Petrus Hofstede, verfasste hierüber einen ausführlichen Bericht. Sein Bruder erwirkte daraufhin, dass Johannes Hofstede das alleinige Recht zugestanden wurde, in der Provinz Drenthe Ausgrabungen durchzuführen. Im weiteren Verlauf des Jahres untersuchte er noch vier weitere Großsteingräber. Diese Grabungen wurden aber nicht genauer dokumentiert.
Weitere wichtige Forschungsbeiträge lieferte Nicolaus Westendorp zu Beginn des 19. Jahrhunderts. 1811 besuchte er die Großsteingräber in Drenthe sowie sieben weitere in Deutschland. Er verfasste eine umfangreiche Abhandlung, mit der er schließlich den 1808 ausgeschriebenen Wettbewerb gewann. Westendorp beschrieb ein Verbreitungsgebiet von megalithischen Anlagen, das von Portugal bis Skandinavien reichte. Für all diese Anlagen nahm er einen gemeinsamen Ursprung an. Er griff die durch van Lier gemachte Beobachtung auf, dass die Großsteingräber nur Steingeräte enthielten. Westendorp argumentierte auf dieser Grundlage für ein Zweiperiodensystem bestehend aus einer Steinzeit und einer darauf folgenden Metallzeit. Der dänische Forscher Christian Jürgensen Thomsen wurde von seiner Arbeit bei der Entwicklung seines Dreiperiodensystems stark beeinflusst. Westendorp verglich die Inventare der Großsteingräber mit den materiellen Hinterlassenschaften mehrerer antiker Völker und schloss die meisten aufgrund ihres Gebrauchs von Metallwerkzeugen aus. Da für ihn die Zuweisung an ein bislang unbekanntes Volk nicht in Frage kam, plädierte er für frühe Kelten als Erbauer. Seine Thesen veröffentlichte er zunächst 1815 als Aufsatz und 1822 als Monographie. Westendorps Werk fand viel Beachtung, erntete aber auch Kritik. Beispielsweise wurde seine Kelten-Hypothese in Frage gestellt, da Großsteingräber in weiten Teilen Mittel- und Osteuropas fehlen, obwohl diese von Kelten bewohnt waren.
In den 1840er Jahren sollte gemeinschaftlich genutztes Land parzelliert werden. Für die Großsteingräber bestand daher wieder die Gefahr der Zerstörung, weshalb 1841 Johan Samuel Magnin, Provinzarchivar von Drenthe eine Petition an König Wilhelm II. richtete, in der er forderte, vorzeitliche Gräber von der Privatisierung des Landes auszunehmen. Die Petition blieb aber erfolglos. Auch ein 1842 erschienener Zeitungsartikel des Arztes Levy Ali Cohen erbrachte keine Gesetzesänderung.
Weiterhin erschienen in den 1840er Jahren zwei zu dieser Zeit recht populäre, an ein breites Publikum gerichtete Geschichtsbücher, in denen den Großsteingräbern ein breiter Raum gewidmet wurde. 1840 veröffentlichte Johannes Pieter Arend den ersten Band seiner Algemeene Geschiedenis des Vaterlands. Er stützte sich dabei vor allem auf die Arbeiten von Engelberts und Westendorp und sah die frühen Kelten als Erbauer der Gräber an. Grozewinus Acker Stratingh hingegen vertrat 1849 die damals neue These, die Gräber wären von namentlich nicht bekannten Vorfahren der Kelten und Germanen errichtet worden.

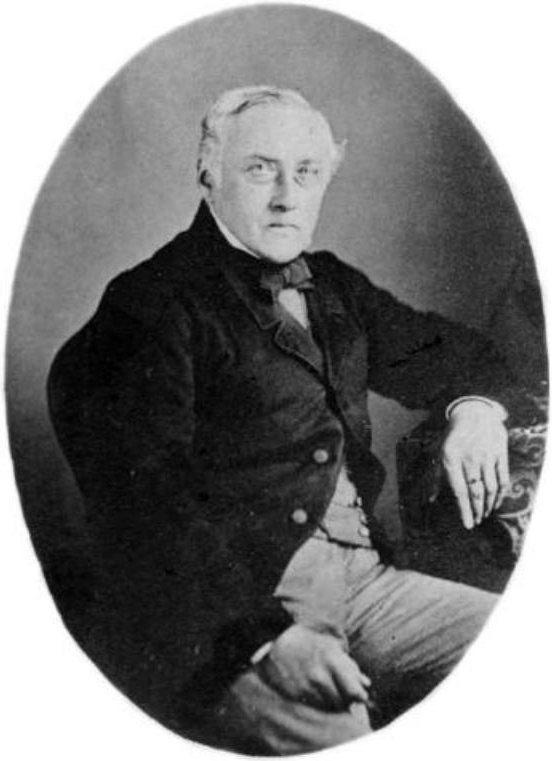
Leonhardt Johannes Friedrich Janssen

Der bedeutendste Forscher in der Mitte des 19. Jahrhunderts war Leonhardt Johannes Friedrich Janssen (1806–1869), Kurator der Sammlung niederländischer Altertümer im Rijksmuseum van Oudheden in Leiden. Seine Beschäftigung mit den Großsteingräbern begann 1843, als er mehrere Modelle des Großsteingrabs Tynaarlo (D6) für verschiedene Museen anfertigen ließ. 1846 grub er die Steinkiste von Exloo-Zuiderveld (D31a) und das Großsteingrab Zaalhof (D44a) aus. 1847 studierte er die niederländischen Großsteingräber vor Ort und publizierte im folgenden Jahr eine Arbeit hierüber. Janssen legte damit erstmals eine annähernd vollständige beschreibende Übersicht der noch erhaltenen Großsteingräber in den Niederlanden vor. 1849 führte er eine weitere Ausgrabung an den Resten der Steinkiste im Rijsterbos (F1) durch. Später widmete er sich Fragestellungen zu den Konstruktionsmethoden der Gräber und zur Lebensweise ihrer Erbauer. Janssens größter Irrtum war die viel zu junge Datierung der Anlagen. Er bezeichnete die Keramikfunde als „germanisch“ und hielt die jüngsten Gräber für römerzeitlich. 1853 fiel er auf den Hilversumer Arbeiter Dirk Westbroek herein, der mehrere vermeintlich steinzeitliche Herdstellen gefälscht hatte. In einer davon war eine bearbeitete Sandsteinplatte aus dem Mittelalter oder der Neuzeit verbaut, die Janssen aber römerzeitlich datierte und als Bestätigung dafür ansah, dass die Steinzeit in den Niederlanden erst mit den Römern endete. Dieser Irrtum Janssens prägte die Vorgeschichtsforschung in Leiden noch für viele Jahrzehnte. Erst 1932 wurden die Herdstellen in Hilversum als Fälschung entlarvt.
Der Schriftsteller Willem Hofdijk wurde stark von Janssens Arbeit beeinflusst und verfasste zwischen 1856 und 1859 mehrere Werke, in denen er ein lebendiges Bild der niederländischen Vorzeit entwarf. Ein erstaunliches Kuriosum ist seine Datierung der Großsteingräber, die er in seinem Werk Ons Voorgeslacht (Unsere Vorfahren) in die Zeit um 3000 v. Chr. verortete. Allgemein wurden sie zu dieser Zeit als deutlich jünger angesehen, doch Hofdijk nahm hier, wohl eher zufällig, eine Datierung an, die in etwa den heutigen Erkenntnissen entspricht.
1861 und 1867 kam es durch illegale Grabungen zu stärkeren Zerstörungen am Großsteingrab De Papeloze Kerk (D49). Um weitere Zerstörungen zu verhindern, gingen um 1870 schließlich alle Gräber bis auf eines ins Eigentum des Staates bzw. der Provinz Drenthe über. Auf Anregung des Amateurarchäologen Lucas Oldenhuis Gratama wurden anschließend mehrere Anlagen restauriert, was allerdings unfachmännisch geschah. Gratama übernahm eine irrtümliche Annahme Westendorps, dass die Gräber ursprünglich keine Hügelschüttungen besessen hätten und ließ diese daher als vermeintliche Windverwehungen ohne Dokumentation entfernen.

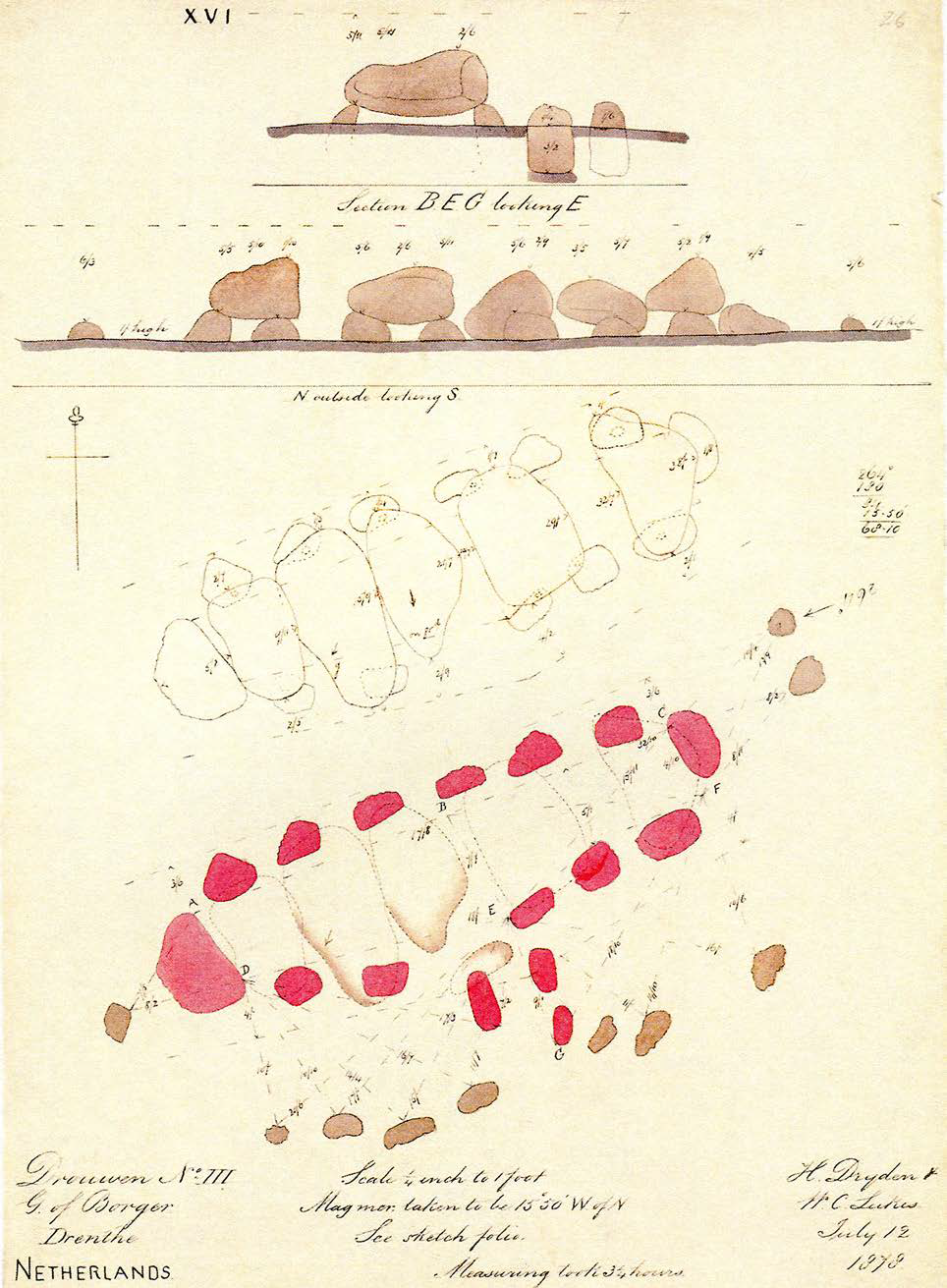
Schnittzeichnungen und Grundriss des Großsteingrabs Drouwenerveld (D26), angefertigt von Henry Dryden (1878)

Augustus Wollaston Franks, Kurator am British Museum, besuchte 1871 Drenthe und war über die unprofessionellen Restaurierungen der Großsteingräber sehr enttäuscht. Auf seine Anregung hin unternahmen 1878 William Collings Lukis (1817–1892) und Henry Dryden (1818–1899) eine Forschungsreise nach Drenthe. Beide hatten zuvor bereits Megalithanlagen im Vereinigten Königreich und in der Bretagne untersucht und fertigten nun sehr genaue Grundriss- und Schnittzeichnungen von 40 Großsteingräbern der Niederlande sowie mehrere Aquarelle von Keramikfunden an.
Willem Pleyte, Janssens Nachfolger als Kurator am Rijksmuseum van Oudheden, publizierte ab 1877 ein umfangreiches Verzeichnis der damals bekannten archäologischen Fundplätze in den Niederlanden. Er bediente sich dabei auch erstmals umfangreich des Mittels der Fotografie. Die ersten bekannten Bilder von niederländischen Großsteingräbern wurden 1870 angefertigt. 1874 unternahm Pleyte zusammen mit dem Fotografen Jan Goedeljee eine Reise durch Drenthe und ließ dort alle Großsteingräber ablichten. Die Fotos dienten ihm als Vorlage für Lithografien. Offenbar unabhängig von Pleytes Arbeit unternahm 1877 Conrad Leemans, der Direktor des Rijksmuseums, eine Reise nach Drenthe. Jan Ernst Henric Hooft van Iddekinge, der zuvor schon mit Pleyte dort gewesen war, fertigte für Leemans Pläne der Großsteingräber an, die aber qualitativ nicht an die Arbeiten von Lukis und Dryden heranreichten.
Die Erkenntnis, dass die niederländischen Großsteingräber Teil einer steinzeitlichen Kultur waren, die große Teile Nord- und Mitteleuropas umspannte, setzte sich allmählich ab Ende des 19. Jahrhunderts durch. Bereits Nicolaus Westendorp war 1815 die große Ähnlichkeit zu den Gräbern in Nordwestdeutschland aufgefallen. Augustus Wollaston Franks bemerkte 1872, dass nicht nur die Gräber, sondern auch die gefundenen Beigaben denen aus Deutschland und Dänemark sehr ähnlich waren. 1890 stellte der Königsberger Prähistoriker Otto Tischler erstmals die Existenz verschiedener Regionalgruppen innerhalb der Trichterbecherkultur fest und grenzte das Verbreitungsgebiet der Westgruppe genauer ein. Anfang des 20. Jahrhunderts unterschied Gustaf Kossinna anhand der Keramik vier regionale Gruppen: Eine Nord-, West-, Ost- und Südgruppe. Konrad Jażdżewski konnte in den 1930er Jahren einen noch genaueren Überblick vorlegen und Kossinnas Ostgruppe zudem in eine Ost- und Südostgruppe unterteilen.

### 20. und 21. Jahrhundert
Zu Beginn des 20. Jahrhunderts leistete der Mediziner Willem Johannes de Wilde wichtige Forschungsbeiträge. In den Jahren 1904–1906 suchte er alle noch erhaltenen Großsteingräber der Niederlande auf, erstellte Pläne, fertigte Fotos an und entwickelte einen umfangreichen Fragenkatalog zur Architektur der einzelnen Anlagen. Unglücklicherweise sind seine Aufzeichnungen nur unvollständig erhalten geblieben.
Eine neue Phase der Megalithforschung in den Niederlanden begann 1912, als der Leidener Archäologe Jan Hendrik Holwerda die beiden Großsteingräber bei Drouwen (D19 und D20) vollständig ausgrub. Im folgenden Jahr untersuchte er das Großsteingrab Emmen-Schimmeres (D43).

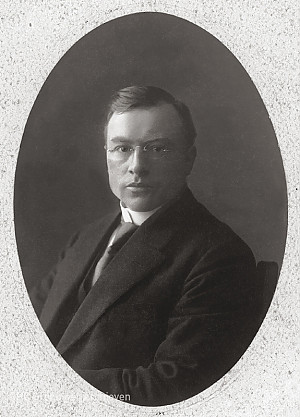
Albert Egges van Giffen

Kurz nach Holwerda führte der Groninger Archäologe Albert Egges van Giffen weitere Grabungen durch. Seine Arbeit sollte die Megalithforschung der Niederlande für mehrere Jahrzehnte prägen. Er grub 1918 das Großsteingrab Havelte 1 (D53), ein Großsteingrab bei Emmerveld (D40), das Großsteingrab Exloo-Noord (D30) und zwei Großsteingräber bei Bronneger (D21 und D22) vollständig aus und machte Probegrabungen am Großsteingrab Drouwenerveld (D26), dem Großsteingrab Balloo (D16) und einem weiteren Großsteingrab bei Emmerveld (D39). Weiterhin untersuchte er zwischen 1918 und 1925 die Reste von drei zerstörten Anlagen: Das Großsteingrab Steenwijkerwold (O1), die Steinkiste im Rijsterbos (F1) und das Großsteingrab Weerdinge (D37a). Zudem vermaß er erneut alle noch erhaltenen Anlagen in den Niederlanden und publizierte 1925–27 sein aus zwei Textbänden und einem Atlasband bestehendes Werk De Hunebedden in Nederland. Hierfür entwickelte er für die Gräber auch das noch heute verwendete Nummerierungssystem mit einem Großbuchstaben für die Provinz gefolgt von einer von Norden nach Süden aufsteigenden Nummer (sowie einem angehängten Kleinbuchstaben bei zerstörten Anlagen). 1927 grub van Giffen noch zwei weitere Gräber aus: Das Großsteingrab Buinen-Noord (D28) und das Großsteingrab Eexterhalte (D14). In den 1940er Jahren untersuchte er die Reste mehrerer zerstörter Anlagen.
Im Zweiten Weltkrieg wurden die Steine des Großsteingrabs Havelte 1 (D53) vergraben und an seinem Standort eine Landebahn errichtet. Der Flugplatz wurde 1944 und 1945 bombardiert. Nach dem Krieg wurde die Anlage an der ursprünglichen Stelle wieder aufgebaut.
In den 1950er Jahren widmete sich van Giffen vor allem der Restaurierung der Gräber. Dabei machte er fehlende Wandsteine dadurch kenntlich, dass er ihre Standlöcher mit Beton ausgießen ließ. 1952 führte er noch eine Grabung am Großsteingrab Annen (D9) sowie 1957 gemeinsam mit Jan Albert Bakker am Großsteingrab Noordlaren (G1) und 1968–1970 mit Jan Albert Bakker und Willem Glasbergen am Großsteingrab Drouwenerveld (D26) durch.

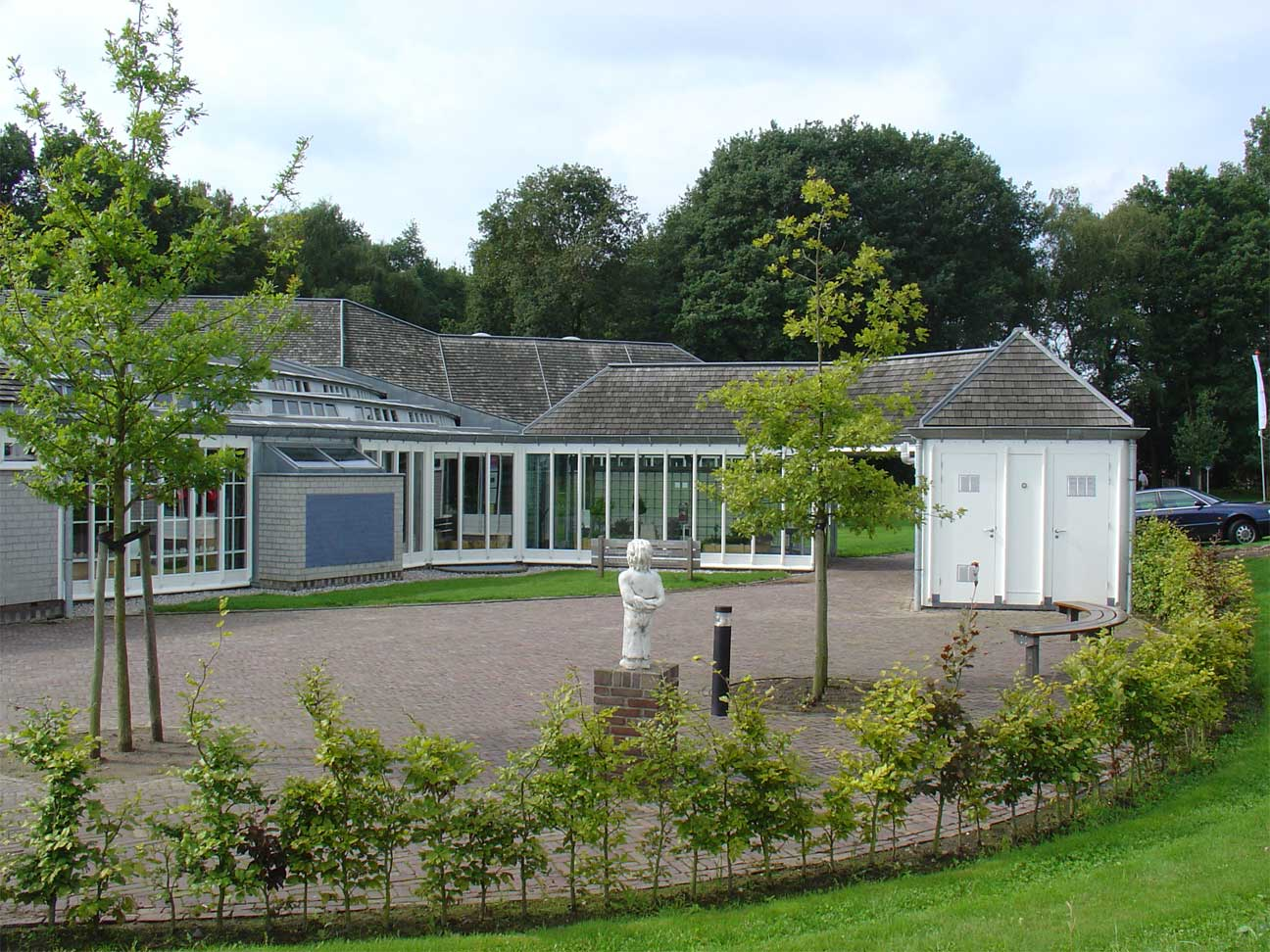
Das „Hunebedcentrum“ in Borger

Die Idee für ein Museum, das eigens den Großsteingräbern und ihren Erbauern gewidmet sein sollte, kam van Giffen bereits 1959. Die von Diderik van der Waals und Wiek Röhling entwickelte Ausstellung wurde ab 1967 in einem restaurierten Bauernhaus in Borger präsentiert. Unglücklicherweise brannte das Haus zwei Mal nieder und das Museum wurde schließlich in das ehemalige Armenhaus in die Nähe des Großsteingrabs Borger (D27) verlegt. 2005 wurde an dieser Stelle unter dem Namen Hunebedcentrum ein neu errichtetes Besucherzentrum mit Freilichtanlagen eröffnet.
Weitere Grabungen führte Jan N. Lanting zwischen 1969 und 1993 durch. Er untersuchte die Reste mehrerer zerstörter Anlagen, die größtenteils durch den Amateurarchäologen Jan Evert Musch entdeckt worden waren. Weiterhin untersuchte Lanting das erst 1982 entdeckte Großsteingrab Heveskesklooster, das 1987 in ein Museum umgesetzt wurde.
Jan Albert Bakker legte in den 1970er Jahren mit seiner Dissertation ein bis heute maßgebliches Überblickswerk über die Westgruppe der Trichterbecherkultur vor. Einen wesentlichen Teil seiner Datengrundlage machten die damals bekannten Grabinventare der niederländischen Großsteingräber aus. 1992 veröffentlichte er eine Monographie zur Architektur der Gräber und 2010 eine weitere zur Forschungsgeschichte.
Anna L. Brindley konnte anhand der umfangreichen Keramikfunde aus den Großsteingräbern in den 1980er Jahren ein siebenstufiges inneres Chronologiesystem für die Trichterbecherwestgruppe entwickeln.
Die wenigen aus den niederländischen Gräbern bekannten Knochenreste wurden lange Zeit nicht systematisch untersucht. Dies änderte sich erst in den Jahren zwischen 2012 und 2015, als Liesbeth Smits und Nynke de Vries die in den Großsteingräbern gefundenen Brandbestattungen auswerteten.
Im Jahr 2017 wurden alle Großsteingräber in den Niederlanden mittels Photogrammetrie in einem 3D-Atlas erfasst. Die Daten wurden aus einer Zusammenarbeit der Provinz Drente und der Reichsuniversität Groningen von der Stiftung Gratama gewonnen.

## Bestand und Verbreitung

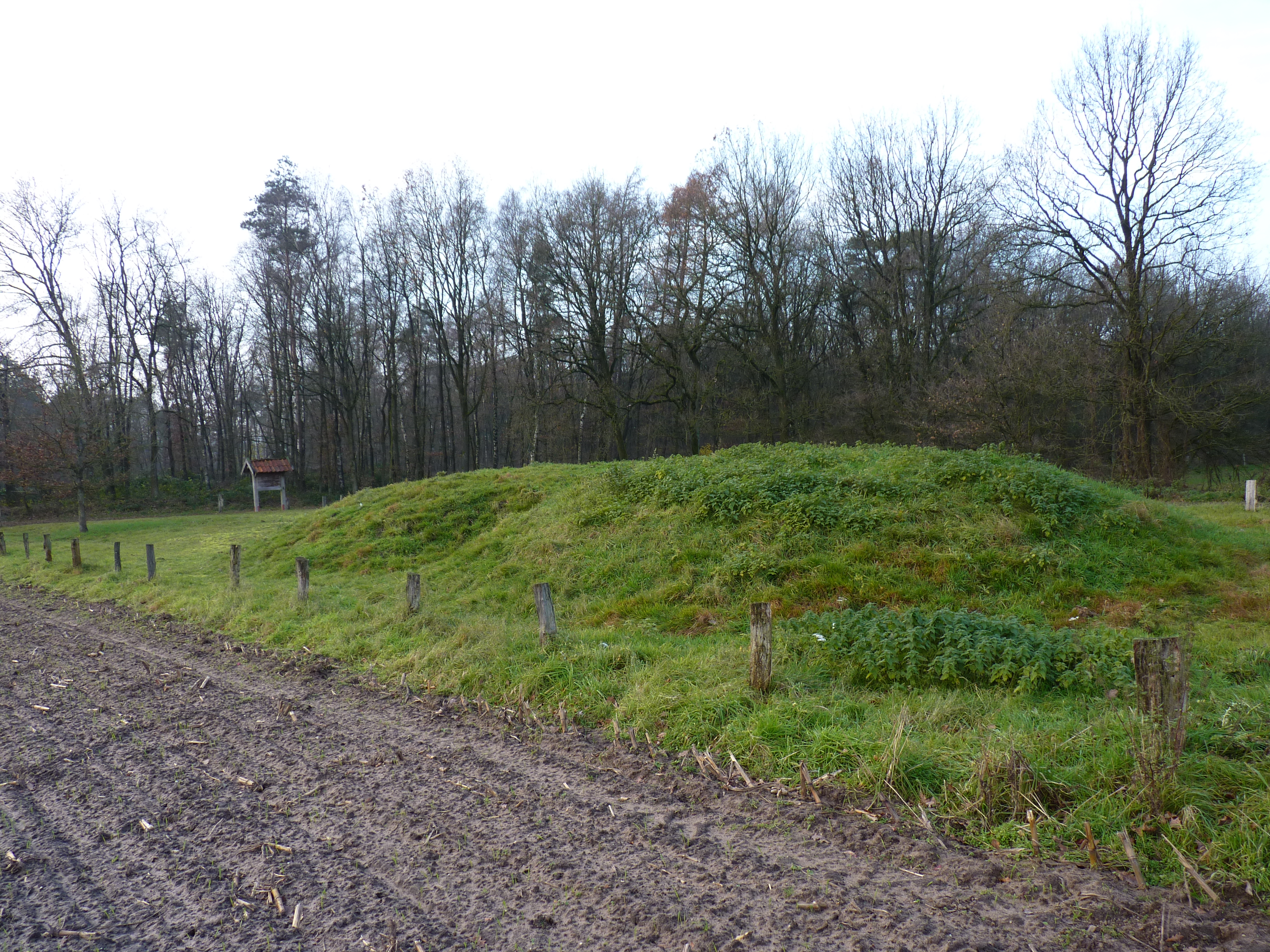
Reste der Hügelschüttung des zerstörten Großsteingrabs Mander, Provinz Overijssel

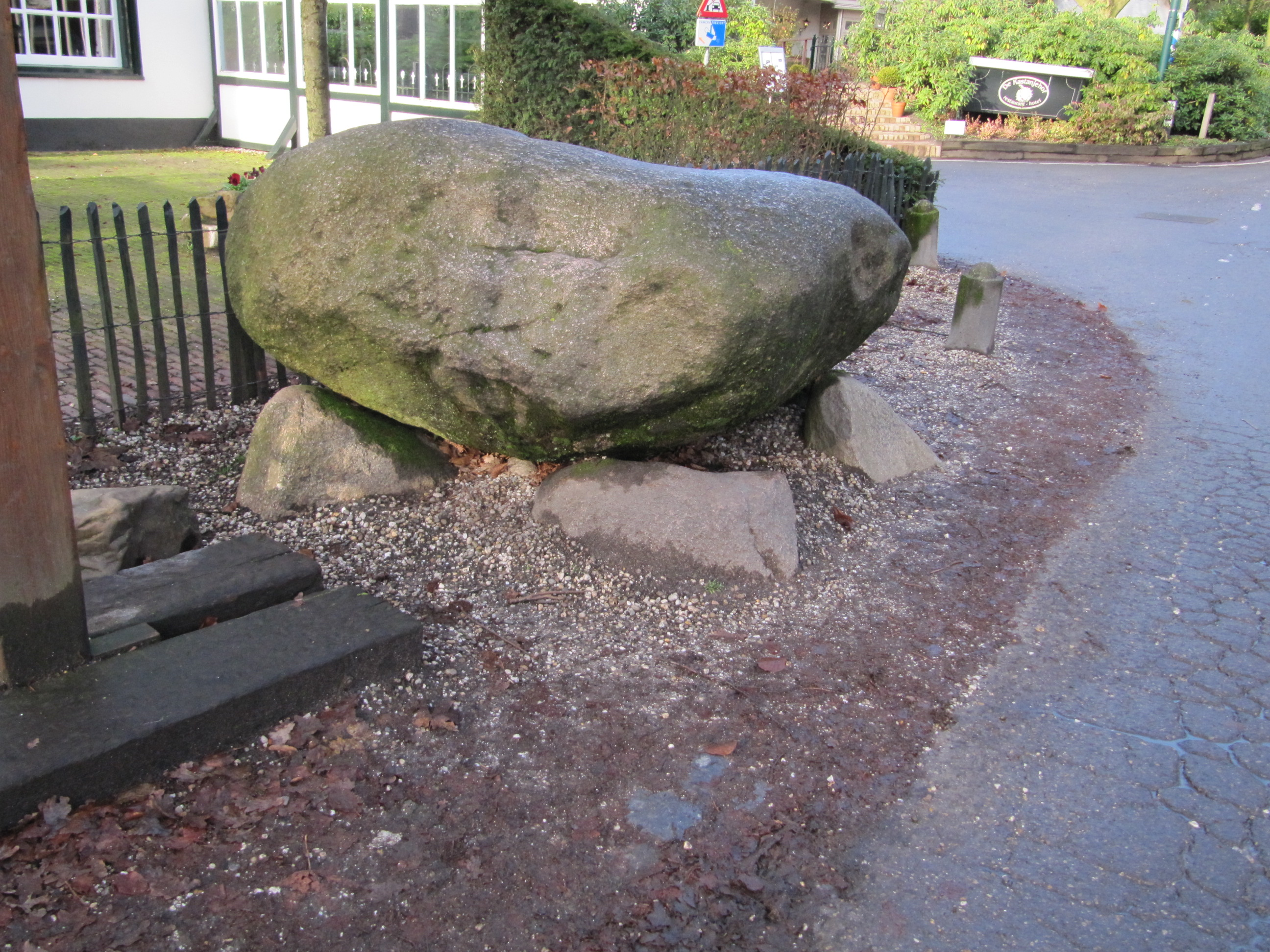
Der Stein von Lage Vuursche, möglicher Rest eines Großsteingrabs in der Provinz Utrecht

Wie viele Großsteingräber es in den Niederlanden ursprünglich gegeben hat, ist unbekannt. Ihre Zahl dürfte vermutlich bei über 100 gelegen haben. Erhalten sind heute noch 53 Gräber. Hinzu kommt noch eines, das in ein Museum umgesetzt wurde sowie eine steinerne Anlage, bei der fraglich ist, ob es sich um Reste eines Großsteingrabs handelt. Weiterhin sind 23 zerstörte Gräber bekannt, über die gesicherte Erkenntnisse vorliegen. Jan Albert Bakker führt außerdem neun mögliche Anlagen auf, über die nur vage Angaben aus älterer Literatur vorliegen und deren Einordnung als Großsteingräber unsicher ist (Angaben zu 19 weiteren Anlagen hält er für nicht zuverlässig). Bert Huiskes konnte zudem für die Provinz Drenthe 96 Flurnamen identifizieren, die auf mögliche zerstörte Großsteingräber hindeuten.
Die Großsteingräber der Niederlande wurden von Angehörigen der Trichterbecherkultur errichtet. Bei dieser handelt es sich um einen jungsteinzeitlichen Kulturenkomplex, der sich um 4100 v. Chr. von Dänemark aus über große Teile Europas verbreitete und bis 2800 v. Chr. Bestand hatte. Die Trichterbecherkultur gliederte sich in mehrere Regionalgruppen, die von Mittelschweden im Norden bis nach Tschechien im Süden und von den Niederlanden im Westen bis in die Ukraine im Osten verbreitet waren. Megalithische Grabbauten waren nicht im gesamten Verbreitungsgebiet üblich, sondern auf Skandinavien, Dänemark, Nord- und Mitteldeutschland, das nordwestliche Polen und die Niederlande beschränkt. Die niederländischen Großsteingräber werden zusammen mit den Anlagen des westlichen Niedersachsen zur Westgruppe der Trichterbecherkultur gerechnet. Der ursprüngliche Gesamtbestand der Gräber ist schwierig abzuschätzen. Es sind etwa 20.000 Anlagen bekannt, die noch erhalten sind oder über die gesicherte Erkenntnisse vorliegen (davon über 11.600 in Deutschland, 7.000 in Dänemark und 650 in Schweden). Die Gesamtzahl aller jemals errichteten Großsteingräber der Trichterbecherkultur dürfte bei mindestens 75.000 gelegen haben, vielleicht betrug sie sogar bis zu 500.000. Die niederländischen Gräber bilden also eine vergleichsweise kleine Gruppe am äußersten westlichen Rand der Trichterbecherkultur.
Die erhaltenen Gräber liegen alle in den Provinzen Drenthe und Groningen. Der größte Teil konzentriert sich auf einem von Nordnordwest nach Südsüdost verlaufendem Streifen auf dem Höhenzug Hondsrug zwischen den Städten Groningen und Emmen. Diese Gräber sind fast alle über die Landstraße N34 erreichbar. Drei Anlagen befinden sich in einiger Entfernung westlich der Hauptgruppe bei Diever und Havelte. Zwischen ihnen und der Hauptgruppe befinden sich in lockerer Streuung die Standorte mehrerer zerstörter Anlagen. Im Norden der Provinz Groningen, nahe der Küste, wurde 1983 in der heutigen Gemeinde Eemsdelta unter einer Warft das Großsteingrab Heveskesklooster (G5) entdeckt und ins Muzeeaquarium Delfzijl umgesetzt.
Aus der Provinz Overijssel sind zwei zerstörte Großsteingräber bekannt. Das Großsteingrab Steenwijkerwold (O1) lag ganz im Norden der Provinz, etwa 8 km von den beiden Großsteingräbern bei Havelte (D53 und D54) entfernt. Im Osten der Provinz, nahe der deutschen Grenze befand sich das Großsteingrab Mander (O2). Einige Kilometer nördlich lagen die Großsteingräber bei Uelsen im niedersächsischen Landkreis Grafschaft Bentheim.
Weit abseits der anderen Anlagen liegt im Norden der Provinz Utrecht der Stein von Lage Vuursche (U1). Falls es sich bei diesem um die Reste eines Großsteingrabs handeln sollte, wäre es das südlichste und westlichste in den Niederlanden sowie die westlichste megalithische Grabanlage im Verbreitungsgebiet der Trichterbecherkultur.
Bakker hält es auch für möglich, dass es in der Provinz Gelderland ursprünglich Großsteingräber gegeben haben könnte, da auch aus der östlich benachbarten Region, dem nördlichen Nordrhein-Westfalen, megalithische Grabanlagen bekannt sind.
| Provinz    | erhalten | umgesetzt | zerstört | fraglich/ erhalten | fraglich/ zerstört | Flurnamen- hinweise |
| ---------- | -------- | --------- | -------- | ------------------ | ------------------ | ------------------- |
| Drenthe    | 52       |           | 18       |                    | 8                  | 96                  |
| Groningen  | 1        | 1         | 3        |                    |                    |                     |
| Overijssel |          |           | 2        |                    | 1                  |                     |
| Utrecht    |          |           |          | 1                  |                    |                     |

## Grabarchitektur

### Grabtypen
Die Großsteingräber der Trichterbecherkultur weisen aus Findlingen errichtete überhügelte Grabkammern auf und werden anhand verschiedener Merkmale in mehrere Typen unterteilt. Als Hauptmerkmal gilt die Position des Zugangs zur Grabkammer. Befindet er sich an einer Langseite, spricht man von einem Ganggrab. Das Gegenstück zu diesem bildet der Dolmen, der einen Zugang an einer Schmalseite besitzt oder bei sehr kleinen Anlagen (den Urdolmen) gar keinen Zugang aufweist. Als weitere Klassifizierungsmerkmale werden die Anzahl der Gangsteine sowie die Form der Hügelschüttung und das Vorhandensein oder Fehlen einer steinernen Umfassung herangezogen.
Von den 54 erhaltenen Anlagen in den Niederlanden sind 52 sicher oder mit hoher Wahrscheinlichkeit als Ganggräber anzusprechen (ein weiteres ist für eine sichere Klassifizierung zu stark zerstört). Albert Egges van Giffen unterschied hier noch einmal vier Untertypen:
- Das „ganggraf“ (Ganggrab): Als solche bezeichnete van Giffen nur diejenigen Gräber mit einer steinernen Umfassung und einem dem Zugang vorgelagerten abgedeckten Gang.
- Das „portaalgraf“ (Portalgrab): Hierunter verstand van Giffen diejenigen Gräber, deren Zugang ein Paar Gangsteine ohne Deckstein vorgelagert sind.
- Das „trapgraf“ (Treppengrab): Damit sind in den Boden eingetiefte Anlagen gemeint, deren Grabkammern nicht durch einen horizontalen Gang, sondern durch eine steinerne Treppe zugänglich sind. Das einzige Exemplar dieses Typs in den Niederlanden ist das Großsteingrab Eext (D13). Auch im restlichen Verbreitungsgebiet der Trichterbecherkultur sind Gräber mit einer solchen Zugangskonstruktion selten. Lediglich von vier Exemplaren aus Niedersachsen (das Großsteingrab Deinste 1, das Großsteingrab Krelingen, das Großsteingrab Sieben Steinhäuser C und das zerstörte Großsteingrab Meckelstedt 2) ist vergleichbares bekannt.
- Das „langgraf“ (Langgrab): Damit ist eine Anlage mit einem langen Hünenbett gemeint, welches mehrere Grabkammern umschließt. Das einzige Exemplar dieses Typs in den Niederlanden ist das Großsteingrab Emmen-Schimmeres (D43). Auch für diesen Typ sind ähnliche Anlagen aus Niedersachsen bekannt, etwa das Hünenbett A von Daudieck, das Großsteingrab Kleinenkneten II oder das Großsteingrab Tannenhausen.

Schematische Darstellung der Ganggrabtypen nach van Giffen
ganggraf
portaalgraf
trapgraf
langgraf

In neuerer Literatur (etwa bei Bakker) werden diese Bezeichnungen van Giffens nicht mehr verwendet und all diese Anlagen werden stattdessen nur als Ganggräber bezeichnet. In Niedersachsen wurde für eine Unterform des Ganggrabs, die für die Westgruppe der Trichterbecherkultur typisch ist, die Bezeichnung Emsländische Kammer geprägt. Auch ein großer Teil der niederländischen Ganggräber entspricht diesem Typ. Gekennzeichnet ist die Emsländische Kammer durch eine vergleichsweise lange, meist ungefähr ost-westlich orientierte Grabkammer mit einem Zugang an der südlichen Langseite, die in einem geringen Abstand von einer steinernen Umfassung umschlossen ist.

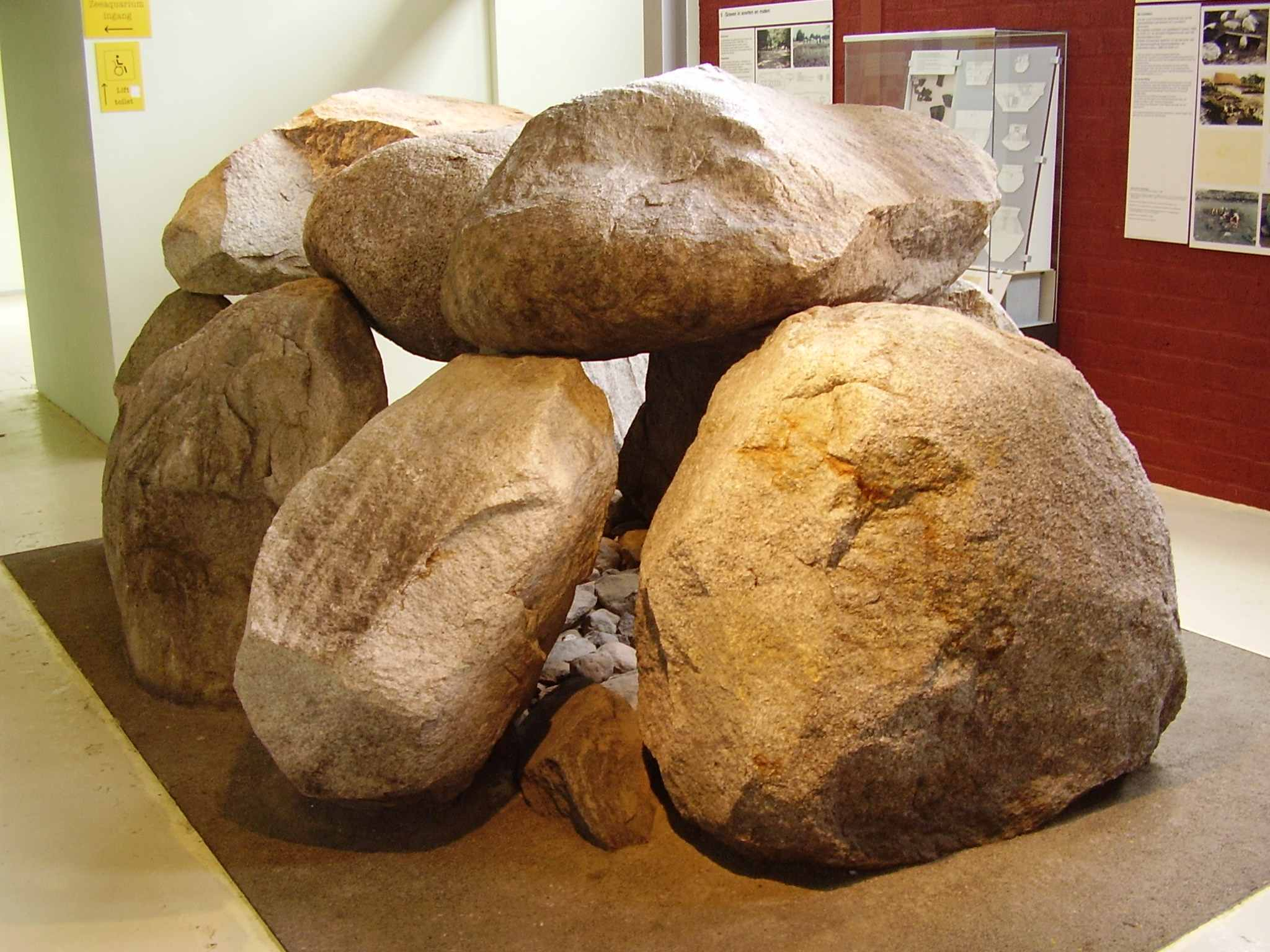
Das Großsteingrab Heveskesklooster, der einzige bekannte Dolmen der Niederlande

Die große Ausnahme unter den niederländischen Anlagen stellt das umgesetzte Großsteingrab Heveskesklooster (G5) dar, bei dem es sich um den einzigen bekannten Dolmen (genauer einen Großdolmen) des Landes handelt. Es besteht aus drei Wandsteinpaaren an den Langseiten, einem Abschlussstein an der nördlichen Schmalseite und drei Decksteinen. Der Zugang befindet sich an der offenen südlichen Schmalseite.
Kleinere Grabanlagen, deren Kammern zumeist in den Boden eingetieft sind und aus kleinformatigen Steinplatten errichtet wurden, werden als Steinkisten bezeichnet. Auch hiervon sind aus den Niederlanden einige trichterbecherzeitliche Exemplare bekannt. Diese Anlagen werden allgemein aber nicht zu den Großsteingräbern gerechnet.

### Hügelschüttung und Umfassung

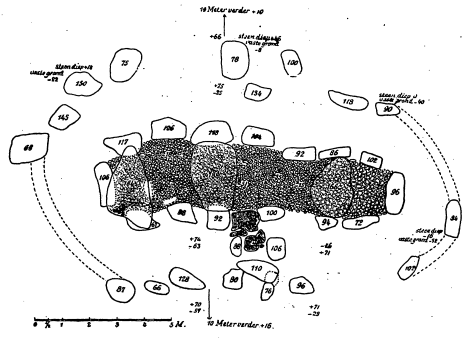
Grundriss des Großsteingrabs D20 bei Drouwen mit teilweise erhaltener Umfassung

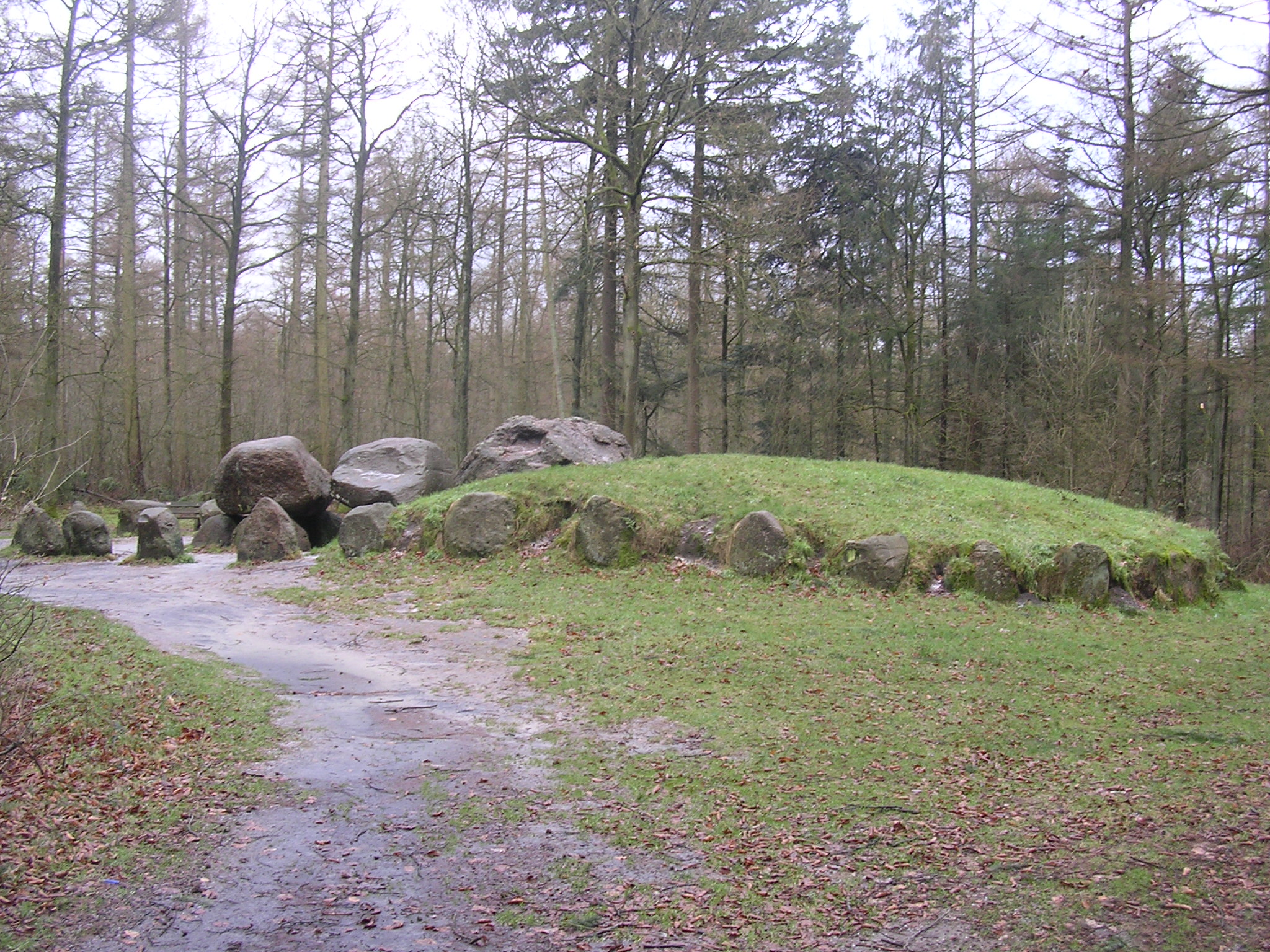
Das Großsteingrab De Papeloze Kerk (D49) mit zur Hälfte rekonstruierter Hügelschüttung

Alle Gräber wiesen ursprünglich eine Hügelschüttung auf. Diese war bei kleineren Anlagen rund und bei den größeren oval. Lediglich das Großsteingrab Emmen-Schimmeres (D43) weist eine andere Form auf. Hier liegen die beiden Grabkammern in einem leicht trapezförmigen Langbett mit abgerundeten Schmalseiten und einer steinernen Umfassung. Bei acht oder neun weiteren Anlagen wurde ebenfalls eine Umfassung festgestellt. Es handelt sich stets um größere Anlagen mit einer Kammerlänge von 8 m und mehr.

### Grabkammer

#### Orientierung
Bei den meisten Ganggräbern sind die Grabkammern ungefähr in Ost-West-Richtung orientiert und der Zugang zeigt nach Süden. Es gibt hierbei große Streuungen von Nordost-Südwest nach Südost-Nordwest, aber bei fast allen Kammern liegen die Enden innerhalb der Extrempunkte des Auf- und Untergangs von Sonne und Mond. Sechs Kammern weichen allerdings hiervon ab und weisen eine Orientierung zwischen Südsüdost-Nordnordwest und Südsüdwest-Nordnordost auf.

#### Kammergröße und Anzahl der Steine

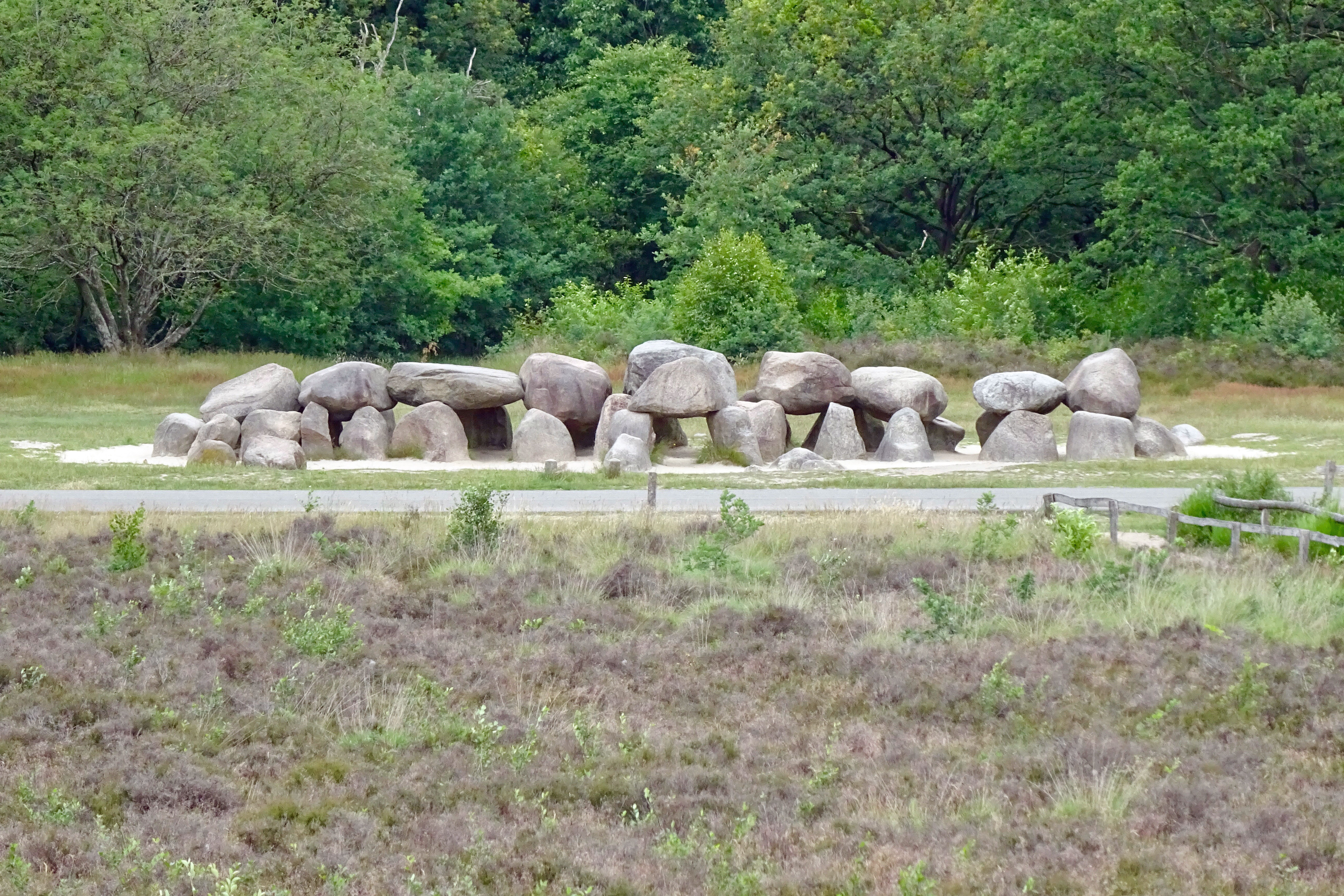
Das Großsteingrab D53 bei Havelte mit zehn Wandsteinpaaren an den Langseiten und neun Decksteinen

Die Größe der Kammern variiert sehr stark. Die kürzeste Kammer mit einer inneren Länge von 2,5 m weist der Großdolmen von Heveskesklooster (G5) auf. Das kleinste Ganggrab war das zerstörte Großsteingrab Glimmen-Zuid (G3) mit einer inneren Kammerlänge von 2,7 m und einer äußeren Länge von 3,2 m. Die größte Grabkammer besitzt das Großsteingrab Borger (D27). Sie hat eine innere Länge von 20 m sowie eine äußere Länge von 22,6 m und eine Breite von 4,1 m.
Die Zahl der Wandsteinpaare an den Langseiten liegt zwischen zwei und zehn, die Zahl der Decksteine zwischen zwei und neun.

#### Kammerform
Die Grabkammern der Ganggräber haben zumeist einen leicht trapezförmigen Grundriss und sind auf der vom Zugang aus gesehen linken Seite etwas breiter als auf der rechten. Albert Egges van Giffen konnte 36 Kammern diesbezüglich vermessen und stellte bei 29 eine entsprechende Form fest. Der Breitenunterschied variiert recht stark. Bei den meisten Gräbern beträgt er zwischen 7 cm und 50 cm, drei Kammern weisen allerdings einen deutlich höheren Breitenunterschied von 87 cm, 88 cm bzw. 106 cm auf. Von den restlichen sieben vermessenen Kammern sind fünf am rechten Ende breiter als am linken. Hier beträgt der Breitenunterschied aber nur zwischen 9 cm und 21 cm. Bei zwei Kammern sind beide Enden genau gleich breit.

#### Der Zugang

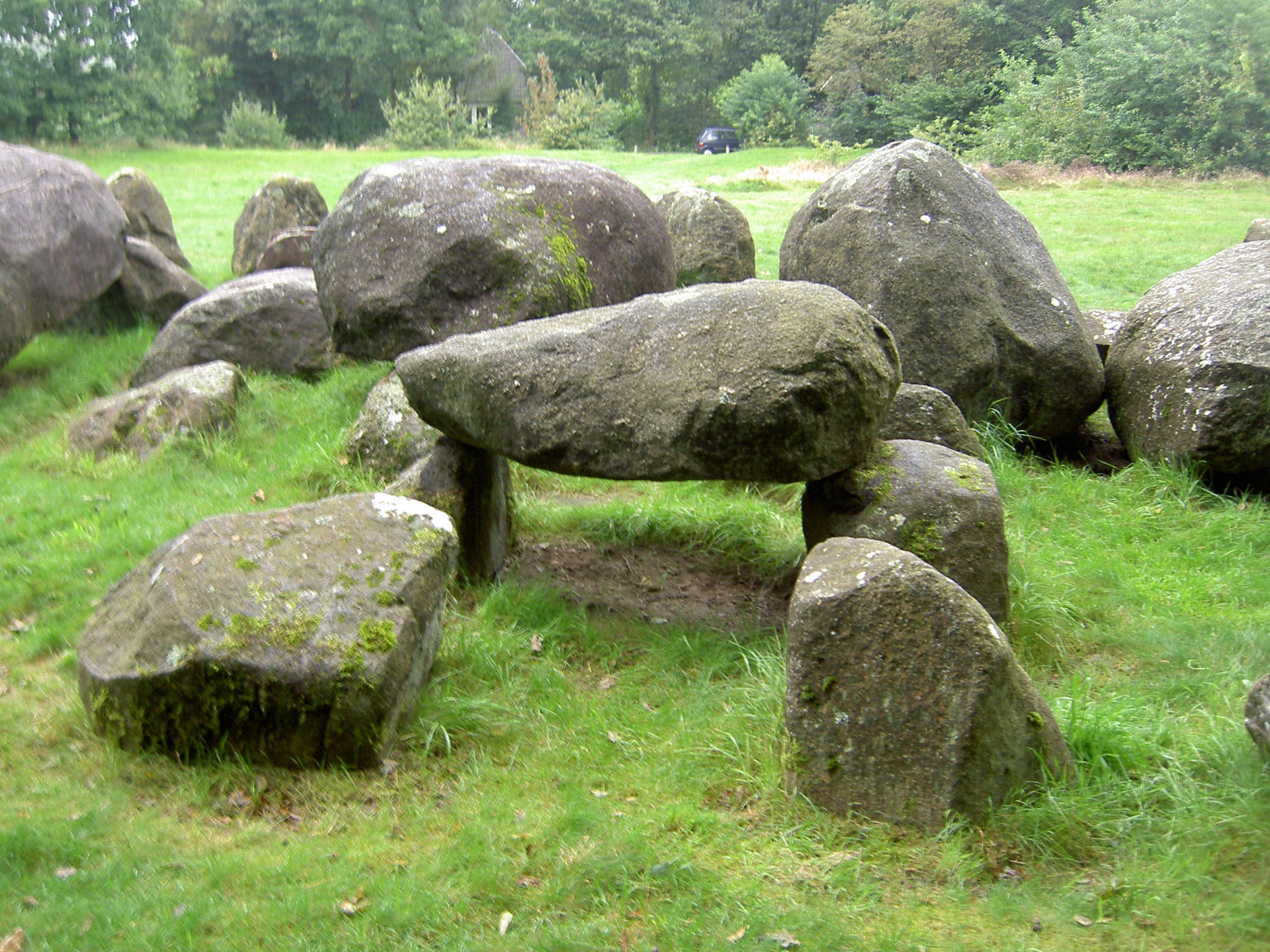
Der Gang des Großsteingrabs D20 bei Drouwen

Der Zugang zu den Kammern befindet sich bei den Ganggräbern in fast allen Fällen in der Mitte der südlichen bzw. östlichen Langseite. Bei den Gräbern mit drei bis fünf Wandsteinpaaren sind die Zugänge meist leicht nach rechts versetzt. Seltener liegen sie exakt in der Mitte und in zwei Fällen sind sie leicht nach links versetzt. Von den sieben Gräbern mit sieben Wandsteinpaaren haben vier einen Zugang mehr oder weniger genau in der Mitte, bei einem ist er nach links und bei einem nach rechts versetzt. Bei den Gräbern mit neun oder zehn Wandsteinpaaren befinden sich die Zugänge ebenfalls in der Mitte oder leicht nach rechts versetzt. Eine auffällige Abweichung von dieser Bauweise lässt sich lediglich beim Großsteingrab Emmen-Noord (D41) feststellen. Dieses besitzt vier Wandsteinpaare und der Zugang liegt hier am westlichen Ende der südlichen Langseite zwischen dem ersten und dem zweiten Wandstein.
Der Zugang zur Kammer besteht entweder aus einer einfachen Öffnung zwischen zwei Wandsteinen oder ihm ist ein Gang vorgelagert, der typischerweise ein oder zwei Wandsteinpaare aufweist. Nur bei einem Grab ist ein Gang mit drei Wandsteinpaaren nachgewiesen. Längere Gänge, wie sie etwa für die Großsteingräber der Trichterbecher-Nordgruppe typisch sind, kommen in den Niederlanden nicht vor.
Beim Großsteingrab Eext (D13) führt statt eines Gangs eine Treppe zum Zugang. Diese bestand gemäß van Liers Untersuchung im Jahr 1756 aus vier Stufen, die jeweils aus einer oder zwei flachen Steinplatten bestanden und von zwei Mauern aus Rollsteinen eingefasst waren. Am unteren Ende der Treppe lag direkt im Zugang zur Kammer ein Schwellenstein. Albert Egges van Giffen fand 1927 nur noch Reste dieser Treppenkonstruktion vor.

#### Der Kammerboden

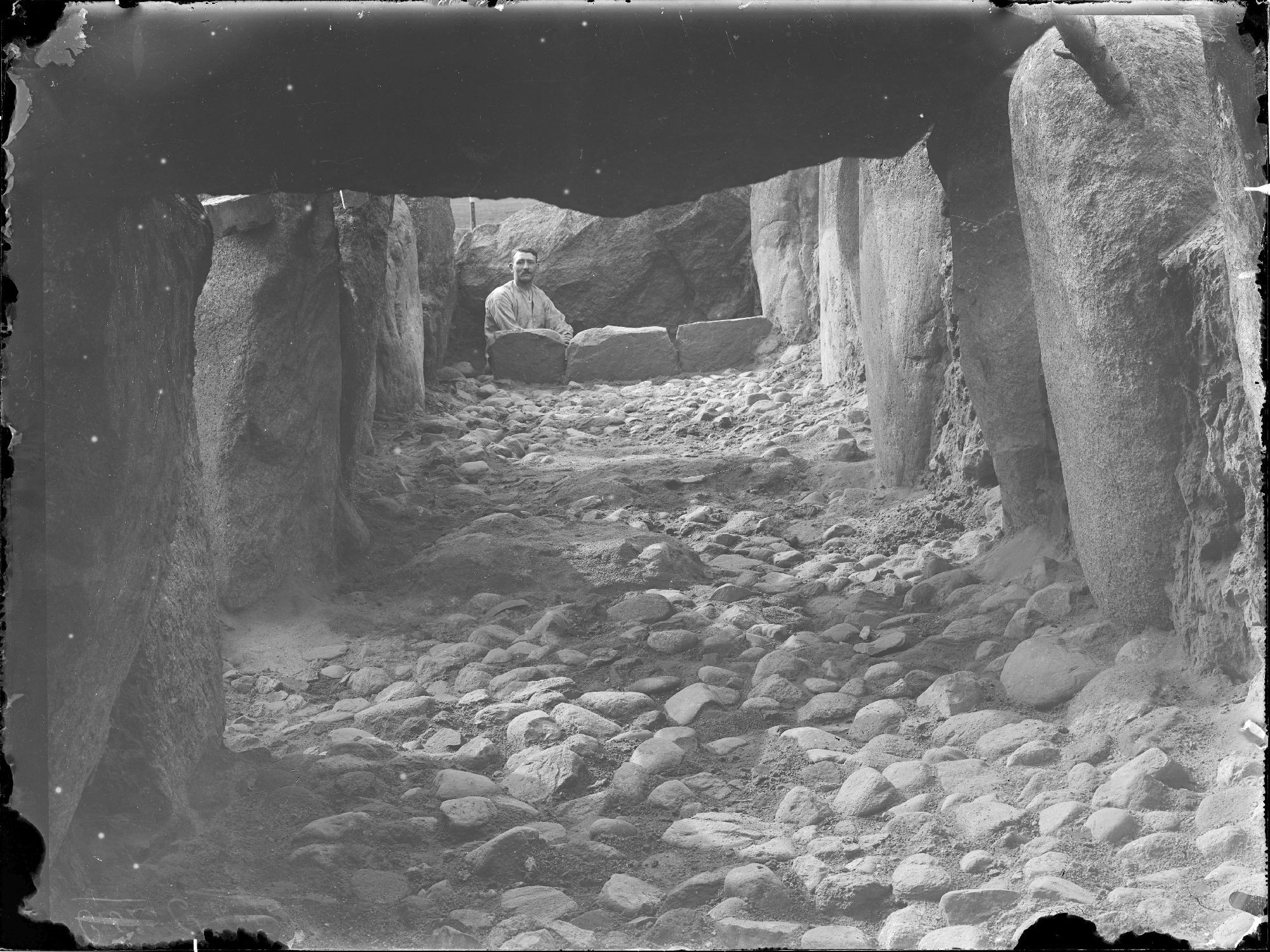
Das freigelegte Bodenpflaster des Großsteingrabs D19 bei Drouwen; im Hintergrund die Reihe aus senkrechten Steinplatten

Der Boden der Grabkammern besteht zumeist aus mehreren Lagen von verschiedenen Steinen. Die oberste Schicht besteht aus gebranntem Granit-Grus. Darunter folgten Sandstein-Platten oder Geröll von runder oder flacher Form. Bei einigen Gräbern scheint hierunter noch eine weitere Schicht aus Steinen gelegen zu haben. Die Böden sind meist nicht eben, sondern senken sich zur Mitte hin leicht. Die Höhenunterschiede betragen bis zu 50 cm.
In der Trichterbecher-Nordgruppe sind die Grabkammern häufig durch senkrecht in den Boden eingelassene Steinplatten in mehrere Quartiere unterteilt. In der Westgruppe ist dies seltener der Fall und für die Niederlande ist dies nur von einem Grab bekannt. Im nördlichen Großsteingrab bei Drouwen (D19) fand Jan Hendrik Holwerda am nordwestlichen Kammerende eine Reihe aus drei 70 cm langen und 30 cm hohen Platten, die einen kleinen Raum von 2 m Breite und 1 m Länge abtrennten.

#### Trockenmauerwerk
Die Lücken zwischen den Wandsteinen der Kammern waren ursprünglich von außen durch Trockenmauerwerk aus waagerecht verlegten behauenen Steinplatten verfüllt worden. Hiervon sind heute nur noch Reste erhalten. Die maximal erhaltene Höhe des Mauerwerks betrug 1,4 m beim Großsteingrab Bronneger 1 (D21). Bei einigen sehr langen Kammern wurden größere Lücken zudem nicht vollständig mit Trockenmauerwerk verfüllt, sondern es wurden zusätzlich kleinere aufrechte Findlinge eingebaut, die keinen Deckstein trugen.

## Bestattungen
Im Gegensatz zu vielen anderen Gegenden mit megalithischen Grabanlagen haben sich in den niederländischen Großsteingräbern kaum organische Materialien erhalten. Dies gilt auch für die Knochen der hier Bestatteten. Jan Hendrik Holwerda konnte bei seiner Untersuchung der beiden Anlagen in Drouwen in Grab D19 noch schlecht erhaltene Reste von menschlichen Skeletten feststellen. Hauptsächlich handelte es sich um Zähne und Reste von Kieferknochen.
In 26 Gräbern wurden Reste von Leichenbrand gefunden. Teilweise waren nur wenige Gramm erhalten, aus den beiden Großsteingräbern von Havelte (D53 und D54) und dem zerstörten Großsteingrab Glimmen 1 (G2) konnten hingegen jeweils mehr als 1 kg geborgen werden. Das Gesamtgewicht des geborgenen Leichenbrands aus allen niederländischen Großsteingräbern beträgt knapp 8 kg. Zumeist ließen sich die Knochenfragmente nur einzelnen Individuen zuordnen, in zwei Gräbern konnten aber auch fünf Individuen unterschieden werden. Insgesamt konnten 48 Individuen identifiziert werden.
Knochen aus mehreren Gräbern wurden mittels Radiokarbonmethode datiert, wodurch bestätigt werden konnte, dass sie aus trichterbecherzeitlichen Bestattungen stammen.
Zum Geschlecht und zum Sterbealter der Bestatteten lassen sich nur begrenzte Aussagen machen, da beides bei der Mehrzahl der Individuen nicht oder nur ungenau bestimmt werden konnte. Nach der Auswertung von Nynke de Vries dürfte ein leichter Männerüberschuss unter den Toten vorliegen. Die meisten Individuen waren im Erwachsenenalter verstorben. Bestattungen von Kindern und Jugendlichen machen nur einen kleinen Teil aus.

## Beigaben

### Keramik
Den mit Abstand größten Teil der trichterbecherzeitlichen Grabbeigaben machen Keramikgefäße aus. Die größte Anzahl stammt aus dem Großsteingrab Havelte 1 (D53). Die hier gefundenen Scherben ließen sich zu 649 Gefäßen rekonstruieren. Das zerstörte Großsteingrab Glimmen 1 (G2) enthielt etwa 360 Gefäße und das Großsteingrab Drouwenerveld (D26) 157.
Das Formenspektrum der Keramik ist recht vielfältig. Namensgebend für die Kultur der Großsteingraberbauer ist der Trichterbecher, ein bauchiges Gefäß mit einem langen trichterförmigem Hals. Ähnliche Gefäße mit Ösen am Hals-Schulter-Umbruch werden als Ösen- oder Prunkbecher bezeichnet. Kragenflaschen sind kleine bauchige Flaschen mit einer Verbreiterung unterhalb der Mündung. Amphoren sind bauchige Gefäße mit einem kurzen zylindrischen Rand. Die Ösen- oder Dolmenflasche weist einen trichterförmigen Hals auf, der bei einigen Exemplaren sehr lang sein kann. Am Hals-Schulter-Umbruch befinden sich ein oder zwei Ösenpaare. Eine ähnliche Gefäßform ist der Ösenkranzbecher, bei dem sich die Ösen nahe dem Boden befinden. Krüge sind dreigliedrig und weisen einen trichterförmigen Rand sowie ein oder zwei Henkel auf. Schultertassen haben den gleichen Aufbau wie Krüge, sind aber breiter als hoch. Steilwandige Becher besitzen eine gerade, sich nach oben etwas erweiternde Wandung. Auch Schalen mit geraden oder konvexen Wandungen sowie Kümpfe treten auf. Frucht- oder Fußschalen bestehen aus einem konvexen oder trichterförmigen Hals und einem ebensolchen Standfuß. Beide können durch ein oder zwei Henkel verbunden sein. Halsrillengefäße sind zweigliedrige flache Schalen mit konusförmigem Rand. Sie treten erst in der Spätphase der Trichterbecherkultur auf. Tüllennäpfchen bestehen aus einer Schale und einer angesetzten hohlen Tülle. Löffel weisen statt der Tülle einen massiven Griff auf. Beide Formen sind (gerade im zerscherbten Zustand) nicht immer leicht zu unterscheiden. Weiterhin kommen flache Keramikscheiben, Backteller genannt, vor. Nur einmal belegte Formen sind ein spindelartiger Gegenstand und ein Modell eines Schemels oder Throns.

Keramik
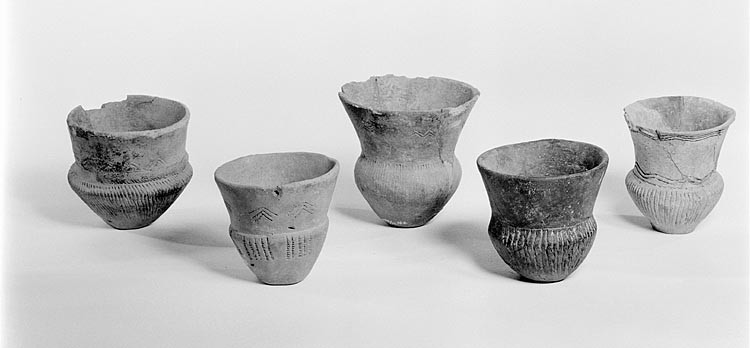
fünf Trichterbecher, Grab D19
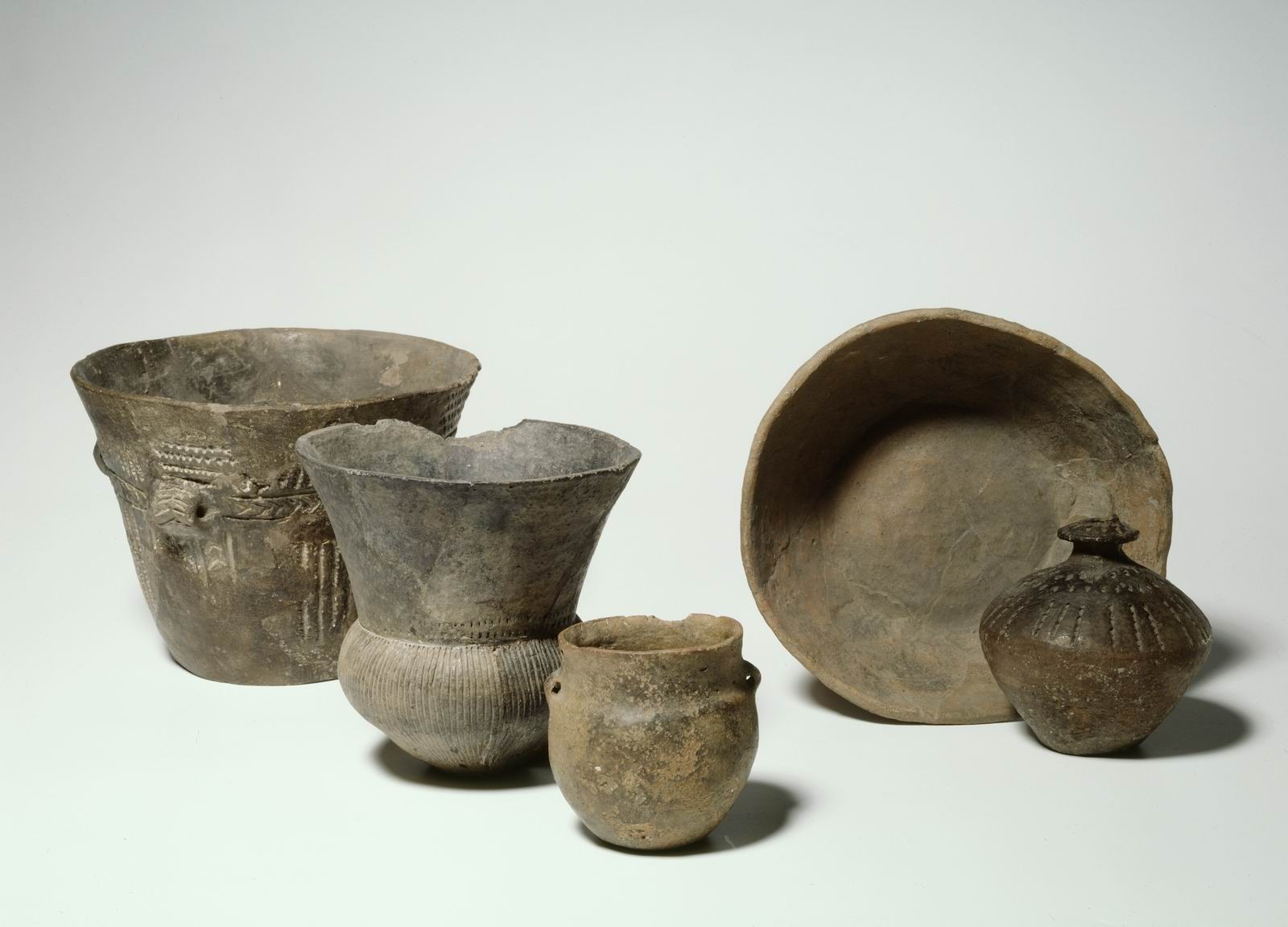
steilwandiger Becher, Trichterbecher, Amphore, Schale und Kragenflasche, Grab D19
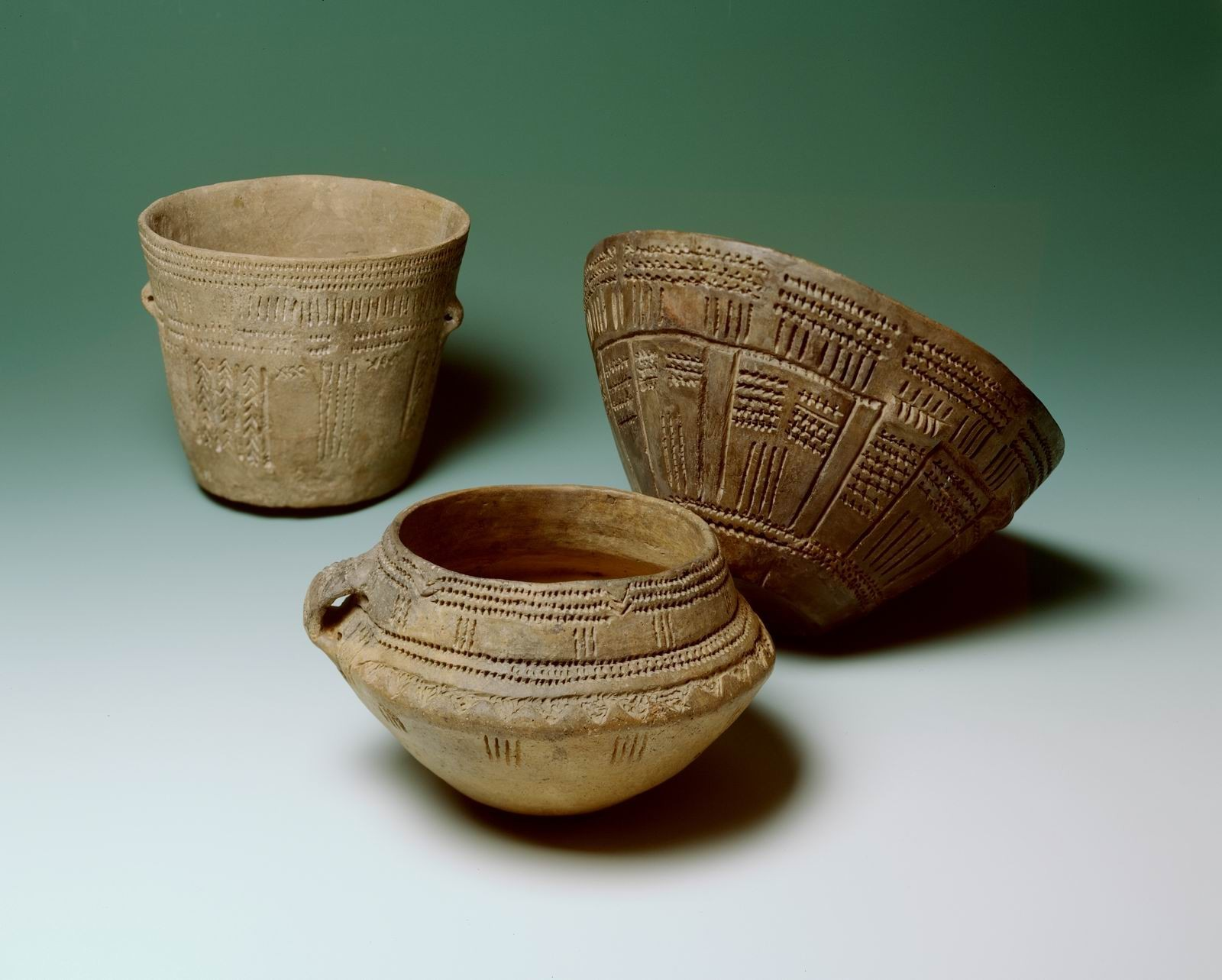
steilwandiger Becher, Schultertasse und Schale, Grab D19
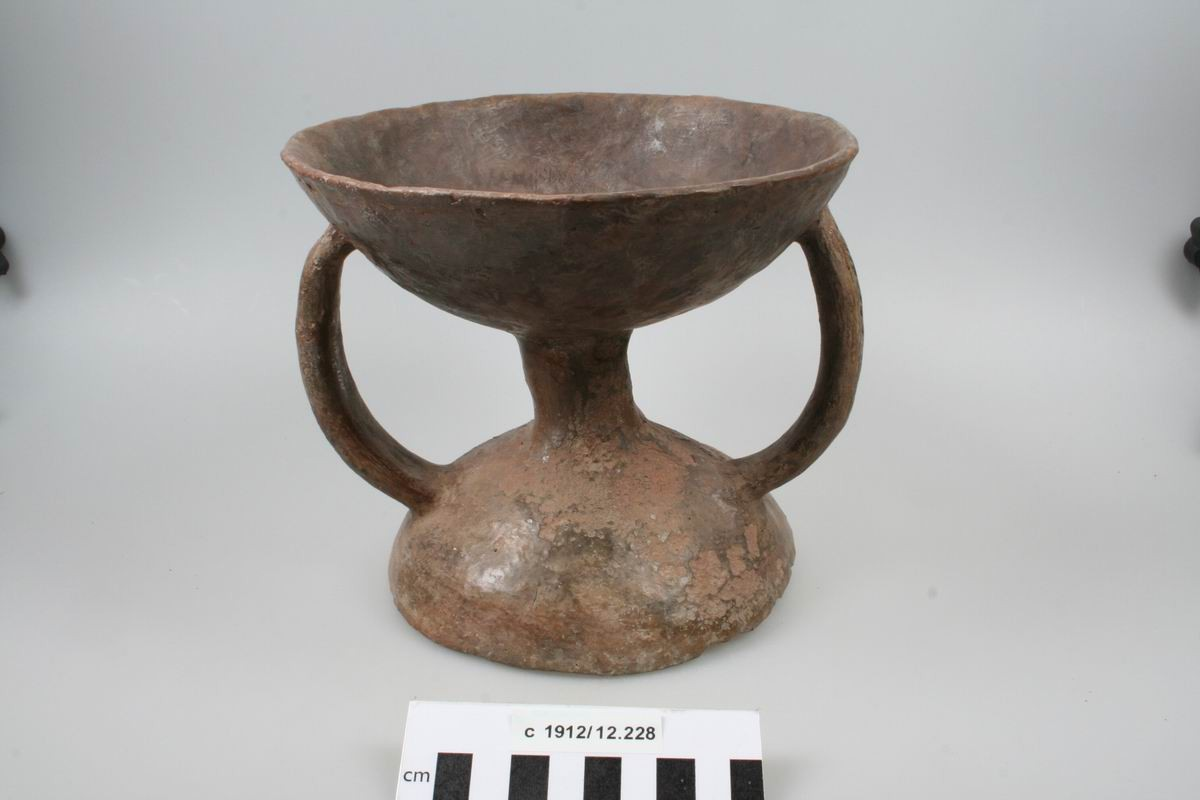
Fruchtschale, Grab D19
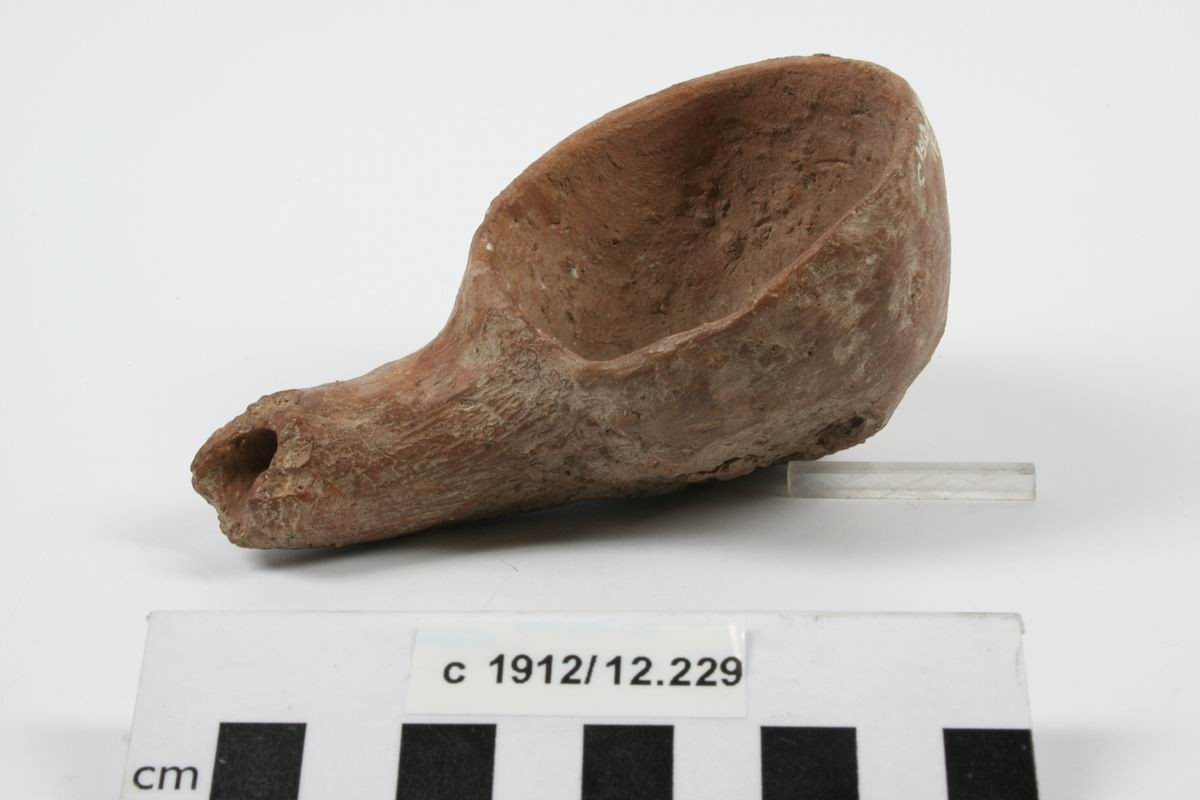
Tüllennäpfchen, Grab D19

### Steingeräte
Weitere häufige Beigaben sind Geräte aus Feuerstein. Hierzu gehören Beile, querschneidige Pfeilspitzen, Schaber, Klingen und Abschläge. Die Querschneider stellen hierbei die zahlmäßig größte Gruppe dar. Beile, Äxte und Hämmer aus Felsgestein sind selten. Nur einmal belegt ist ein Keulenkopf.

Steingeräte
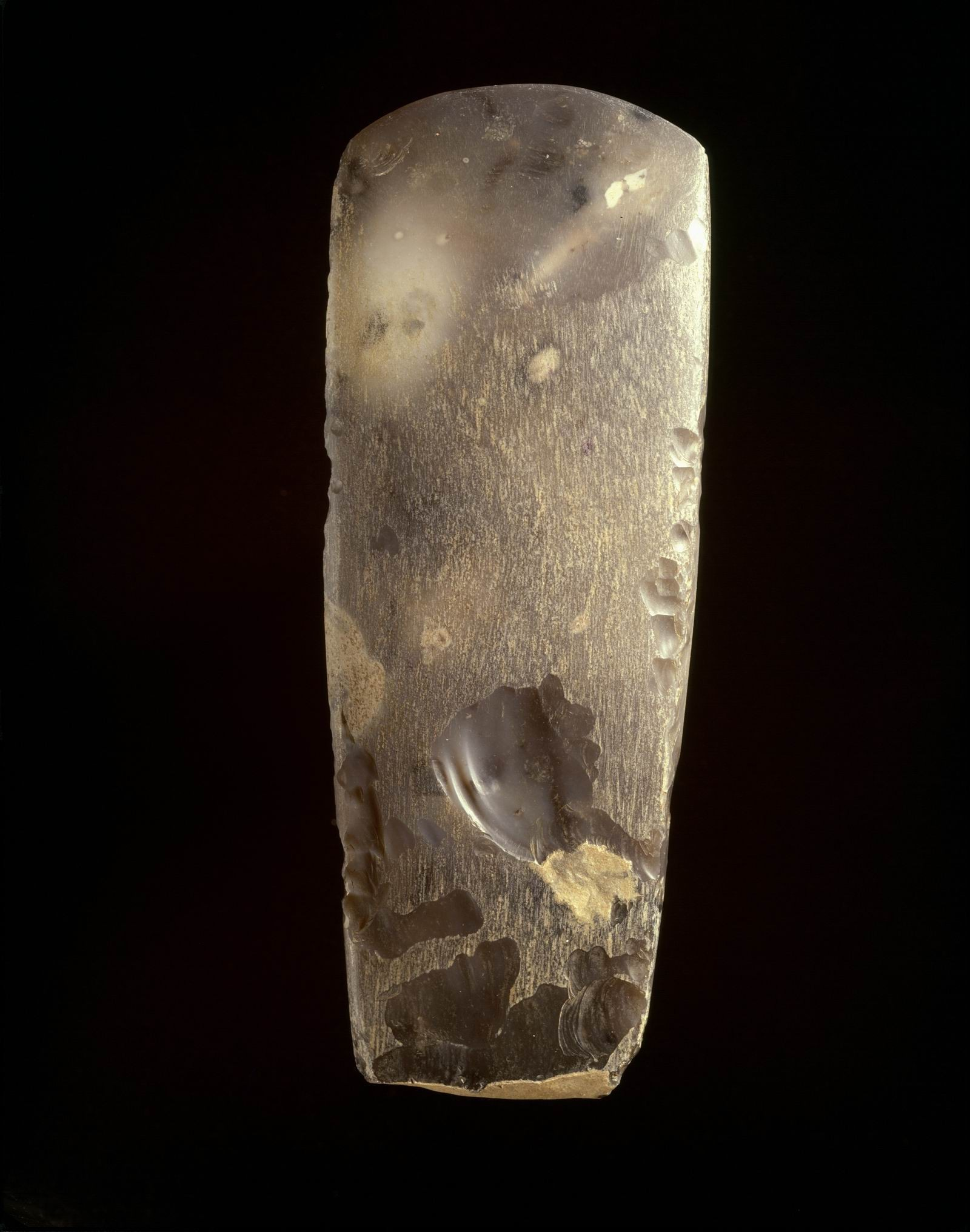
Feuersteinbeil, Grab D19
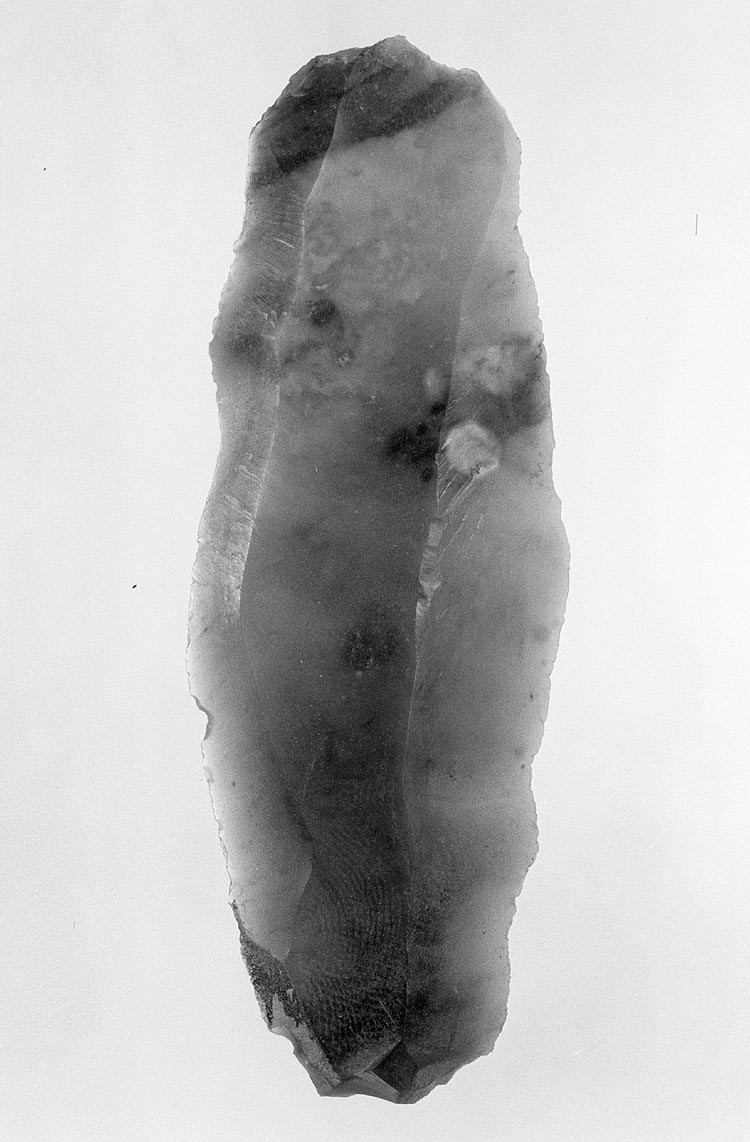
Feuerstein- klinge, Grab D19
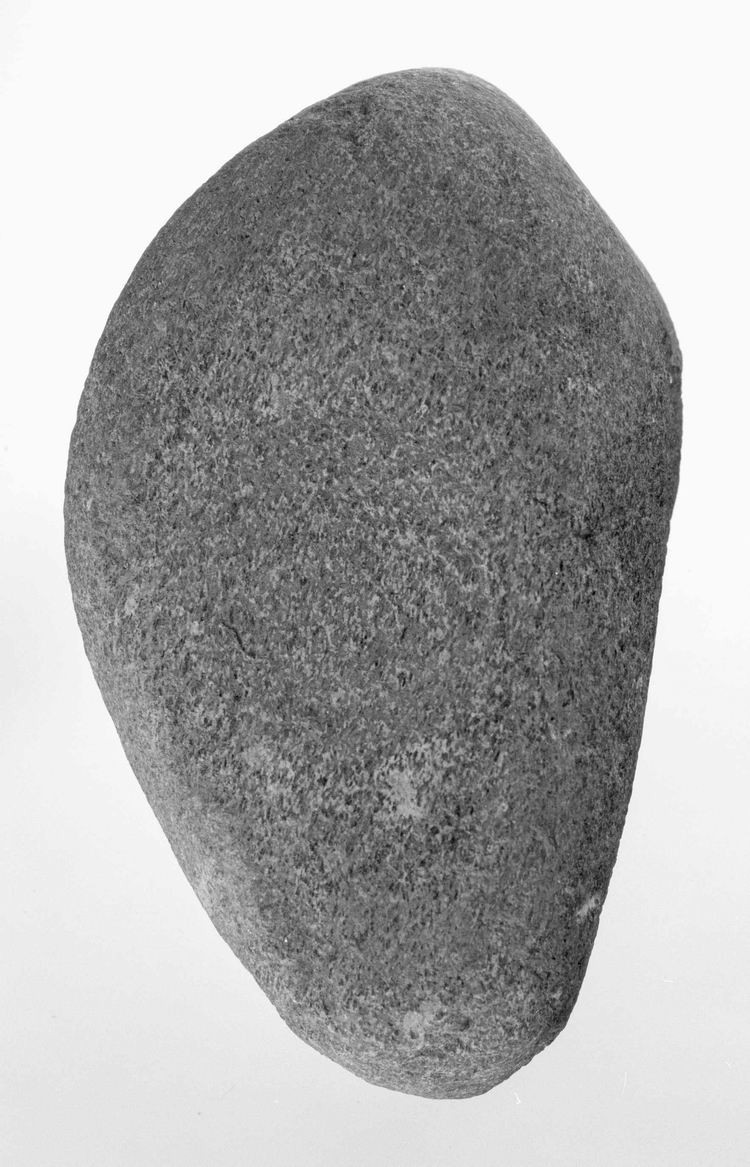
Steinhammer, Grab D43

### Schmuck
Bei den aufgefundenen Schmuckgegenständen sind Perlen aus Bernstein am häufigsten. Vereinzelt treten auch Perlen aus Gagat und Quarz sowie Anhänger aus durchlochten Fossilien auf.

Schmuck
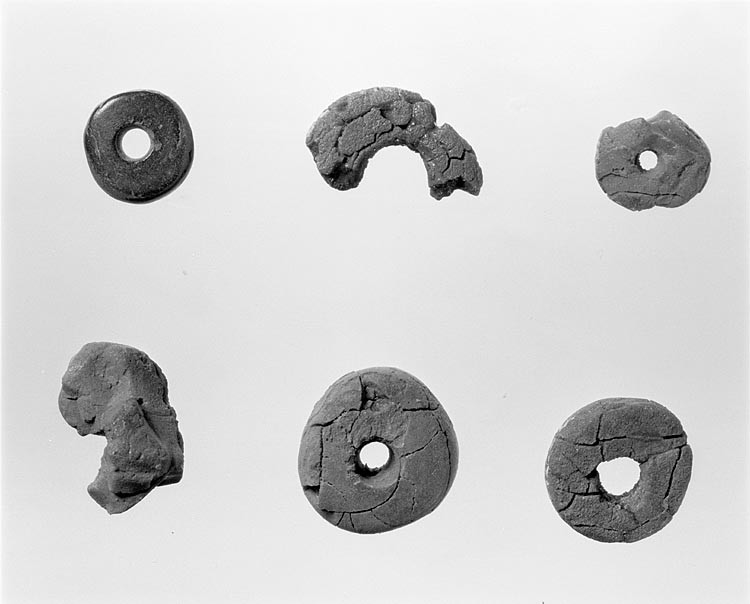
Bernsteinperlen, Grab D19
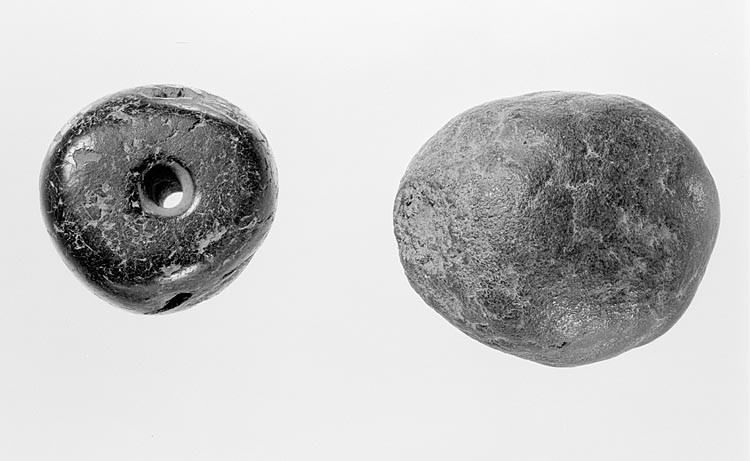
Gagatperle, Grab D19
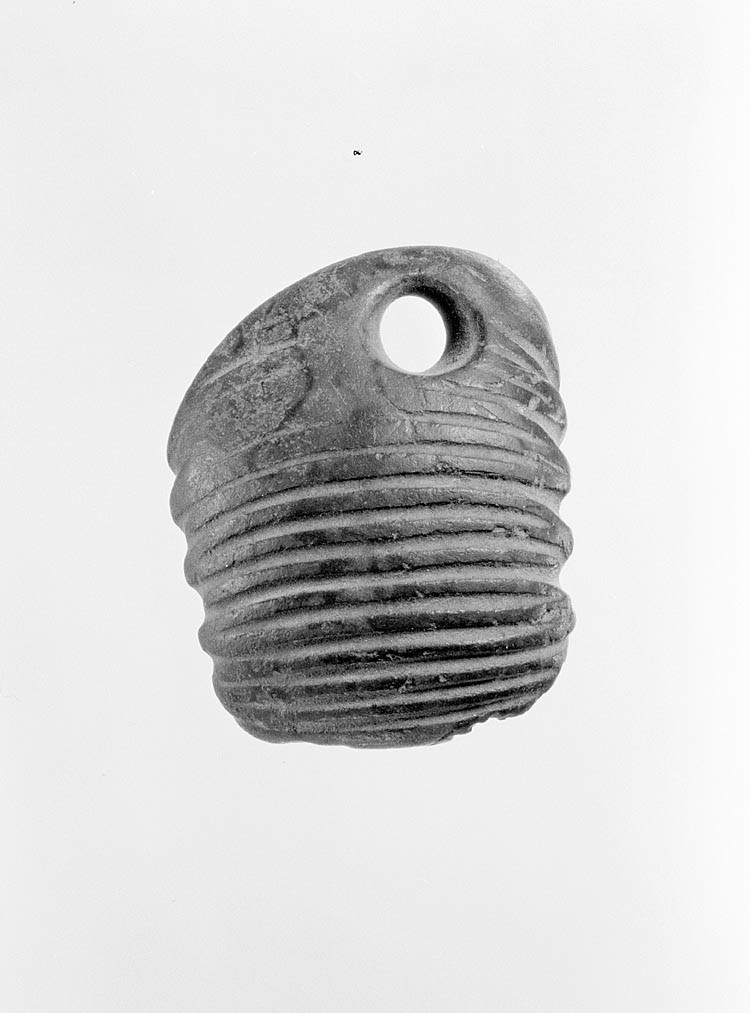
durchlochter Trilobit, Grab D43

### Metall
Eine seltene Objektgruppe sind Metallfunde. Im Großsteingrab Drouwen 1 (D19) wurden Streifen, im Großsteingrab Buinen 1 (D28) Spiralen und im Großsteingrab Wapse (D52a) ein Blech aus Kupfer bzw. Arsenbronze gefunden. Es handelt sich hierbei um die ältesten Metallfunde in den Niederlanden.

Metallfunde
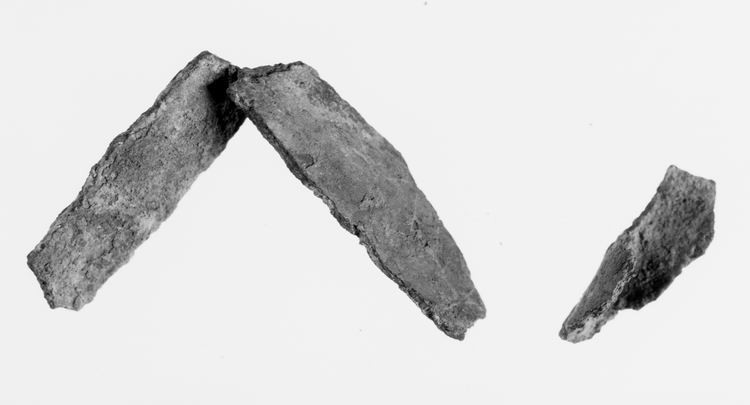
Bronzefragmente, Grab D19

### Tierknochen
In 20 Großsteingräbern wurden geringe Reste von zumeist verbrannten Tierknochen gefunden. Vertreten waren Knochen vom Hausschwein, Hausrind, Schaf/Ziege, Pferd, Caniden, Bär, Rothirsch und eventuell vom Reh. Sie waren wahrscheinlich größtenteils als Werkzeuge genutzt worden, wenigstens ein Knochen scheint aber von einem Speiseopfer zu stammen. Da vom Bären ausschließlich Krallen gefunden wurden, könnte es sich um Reste eines Bärenfells handeln, mit dem eine Person vor der Verbrennung eingewickelt worden war.

## Niederlegungen vor den Gräbern
Vor den Zugängen mehrerer Großsteingräber wurden Niederlegungen von trichterbecherzeitlichen Keramikgefäßen und Steingeräten aufgefunden, so beim Großsteingrab Drouwenerveld (D26) und beim Großsteingrab Eexterhalte (D14). Auch bei der Abtragung der Hügelschüttungen der beiden Großsteingräber bei Midlaren (D3 und D4) um 1870 dürften wohl entsprechende Ritualgruben aufgedeckt aber nicht als solche erkannt worden sein. Die Keramik ähnelt derjenigen, die in den Grabkammern gefunden wurde qualitativ und stilistisch sehr stark und datiert auch in die gleiche Zeit. Vorratsgefäße und Backteller sowie Feuerstein-Kratzer fehlen allerdings in den Niederlegungen.

## Datierung der trichterbecherzeitlichen Nutzungsphasen
Anhand des Formen- und Verzierungsspektrums der aufgefundenen Keramikgefäße lassen sich mehrere typologische Stufen innerhalb der Trichterbecher-Westgruppe unterscheiden, die zugleich unterschiedliche Nutzungsphasen der Großsteingräber anzeigen. Wichtige ältere Arbeiten hierzu stammen von Heinz Knöll und Jan Albert Bakker. Das bis heute maßgebliche typologische System wurde in den 1980er Jahren von Anna L. Brindley entwickelt. Durch den Abgleich mit einer großen Menge an 14C-Daten konnte Moritz Mennenga 2017 die bis dahin genaueste absolutchronologische Datierung dieser Stufen vorlegen.
| Horizont | Brindley     | Zeitspanne    | Mennenga     | Zeitspanne    |
| -------- | ------------ | ------------- | ------------ | ------------- |
| 1        | 3350–3300 BC | ca. 50 Jahre  | 3470–3300 BC | ca. 200 Jahre |
| 2        | 3300–3250 BC | ca. 50 Jahre  | 3470–3300 BC | ca. 200 Jahre |
| 3        | 3250–3125 BC | ca. 125 Jahre | 3300–3250 BC | ca. 50 Jahre  |
| 4        | 3125–2975 BC | ca. 150 Jahre | 3250–3190 BC | ca. 60 Jahre  |
| 5        | 2975–2850 BC | ca. 125 Jahre | 3190–3075 BC | ca. 115 Jahre |
| 6        | 2850–2800 BC | ca. 50 Jahre  | 3075–2860 BC | ca. 215 Jahre |
| 7        | 2800–2750 BC | ca. 50 Jahre  | 2860–2760 BC | ca. 100 Jahre |

Keramik der Stufe 1 wurde als ältestes Fundmaterial in fünf Gräbern gefunden. Es handelt sich ausschließlich um kleine Anlagen mit 2–5 Wandsteinpaaren, Kammerlängen zwischen 2,7 m und 6,1 m, runden oder ovalen Hügelschüttungen ohne Umfassung und einem Zugang mit einem Gangsteinpaar oder ohne Gangsteine. Die Errichtung von sieben oder acht weiteren Gräbern erfolgte während Stufe 2. Auch diese besaßen teilweise kleine Kammern, es entstanden nun aber auch größere Kammern mit bis zu sieben Wandsteinpaaren und Längen bis zu 12,4 m. Beim Großsteingrab Drouwenerveld (D26) und dem Großsteingrab Emmen-Schimmeres (D43) mit seinen zwei Grabkammern ist erstmals eine steinerne Umfassung feststellbar. Alle anderen Gräber dieser Stufe weisen noch eine Hügelschüttung ohne Umfassung auf. Die Hochzeit der Errichtung der Großsteingräber fällt in Stufe 3. In 13 Gräbern stellt die entsprechende Keramik das älteste Fundmaterial dar. Weiterhin wurden sowohl kleine als auch große Anlagen errichtet. Die Kammern wiesen nun bis zu zehn Wandsteinpaare und Längen bis zu 17 m auf. Hügelschüttungen wurden mit oder ohne Umfassung errichtet und die Zugänge besaßen null bis zwei Wandsteinpaare. Nach Stufe 3 scheinen keine neuen Großsteingräber mehr errichtet worden zu sein. Große Mengen an Keramik belegen aber eine kontinuierliche Weiternutzung fast aller Anlagen bis Stufe 5. Danach wurden viele Gräber aufgegeben. Keramik der Stufen 6 und 7 wurde nur in wenigen Anlagen gefunden. Für einige Gräber ist auch eine Unterbrechung der Nutzung nachweisbar. So wurde etwa das zerstörte Großsteingrab Glimmen 1 (G2) während der Stufen 3–5 genutzt, in Stufe 6 aufgegeben und in Stufe 7 erneut genutzt.

## Nachnutzung der Gräber

### Spätneolithikum und Frühe Bronzezeit

#### Bestattungen
In den meisten niederländischen Großsteingräbern wurden neben den trichterbecherzeitlichen Beigaben auch Gefäße und Steingeräte der Einzelgrabkultur und der Glockenbecherkultur (beide spätneolithisch) und der frühbronzezeitlichen Wickelschnurkeramik gefunden. Diese Funde werden allgemein als Beigaben aus Nachbestattungen betrachtet. Auffällig ist allerdings, dass neben der üblichen Grabkeramik dieser Zeit auch große Amphoren und Vorratsgefäße gefunden wurden, die sonst nur aus Siedlungen bekannt sind, in Einzelgräbern hingegen fast völlig fehlen. Die Großsteingräber scheinen daher wohl für besondere Bestattungen genutzt worden zu sein.

#### Schalensteine
An mehreren Großsteingräbern in den Niederlanden wurden in vorgeschichtlicher Zeit kleine kreisrunde Schälchen angebracht. Mette van de Merwe identifizierte bei einer Untersuchung im Jahr 2018 sieben Anlagen, bei denen solche Bearbeitungen vorhanden sind. In fünf Fällen befinden sich die Schälchen auf Decksteinen, in einem Fall auf einem Wandstein und in einem weiteren Fall auf einem Umfassungsstein. Der genaue Zweck dieser Schälchen ist unbekannt. Auch für ihre Zeitstellung gibt es bei den niederländischen Gräbern keine konkreten Anhaltspunkte. Es ist daher ein Vergleich mit anderen Regionen nötig. Ewald Schuldt fand bei seinen Untersuchungen der Großsteingräber in Mecklenburg-Vorpommern keine Hinweise, dass die dortigen Schälchen von Angehörigen der Trichterbecherkultur angebracht worden waren. Sie scheinen eher jünger zu sein, da sie in mehreren Fällen an Stellen entdeckt wurden, die wohl erst nach einer gewissen Zeit des Verfalls der Grabkammern wieder zugänglich waren. Aus Schleswig-Holstein hingegen sind mehrere Großsteingräber mit Schälchen bekannt, die im Spätneolithikum und der Bronzezeit erneut überhügelt und für neue Bestattungen genutzt wurden. Für Jan Albert Bakker spricht all dies dafür, dass die Schälchen wohl ins Spätneolithikum und die frühe Bronzezeit zu datieren sind.

### Mittlere Bronzezeit bis Mittelalter
Nach der frühen Bronzezeit scheinen die Großsteingräber kaum noch genutzt worden zu sein, denn Funde aus jüngerer Zeit sind sehr selten. In dem zerstörten Großsteingrab Spier (D54a) wurde eine kerbschnitt-verzierte bronzezeitliche Urne gefunden. Aus dem Großsteingrab Westenesch-Noord (D42) stammt ein mittelbronzezeitliches Rasiermesser und aus dem Großsteingrab Drouwenerveld (D26) ein Gefäß der eisenzeitlichen Harpstedter Gruppe. 1750 soll im Großsteingrab Eexterhalte (D14) eine römische Silbermünze gefunden worden sein. Um 1800 wurde im Großsteingrab Loon (D15) ein Bootsmodell gefunden, das wohl ins Frühmittelalter datiert. Zwei ähnliche Exemplare sind unbekannter Herkunft. Auch einige früh- bis hochmittelalterliche Gefäße dürften aus Großsteingräbern stammen.

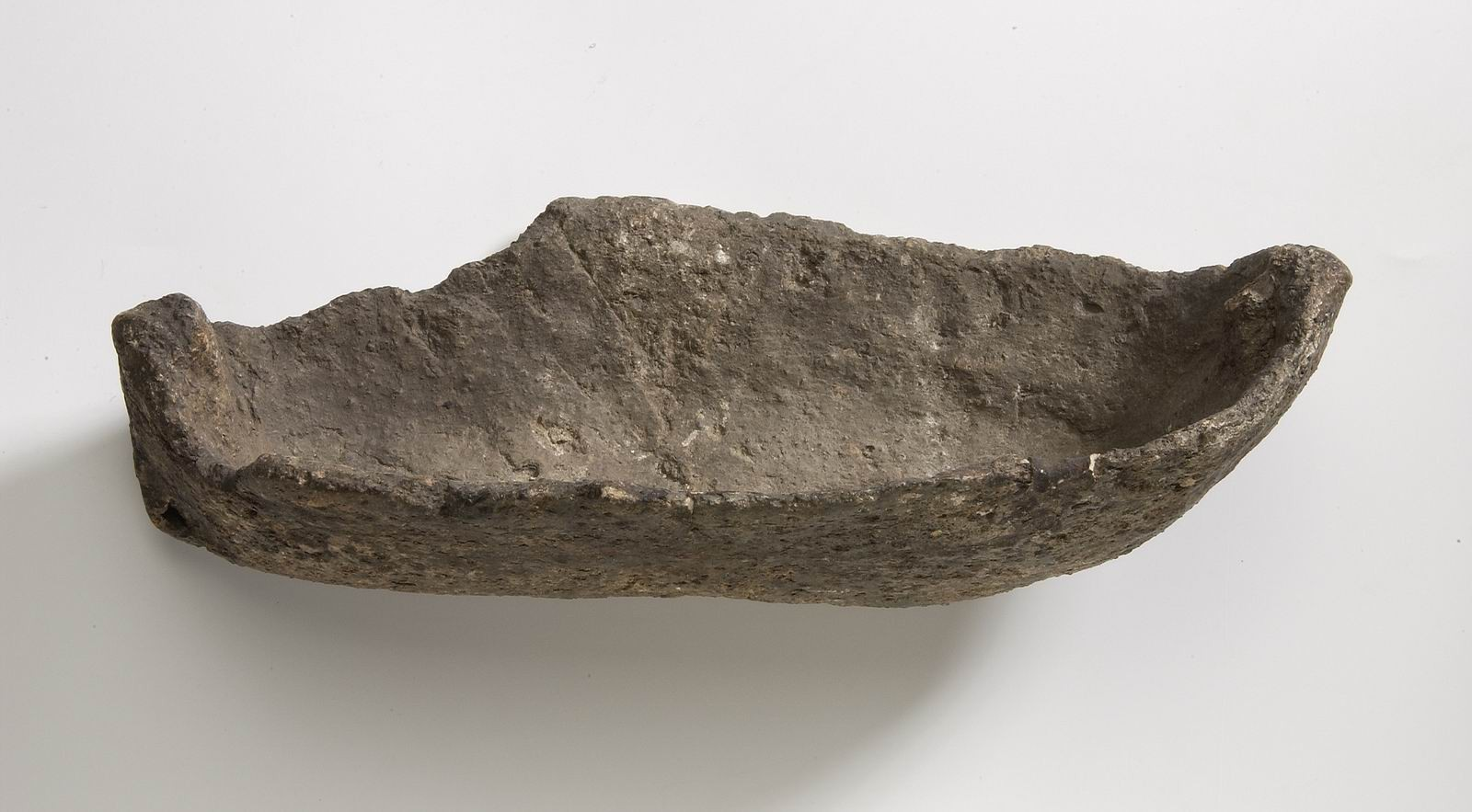
frühmittelalterliches Bootsmodell, Grab D15
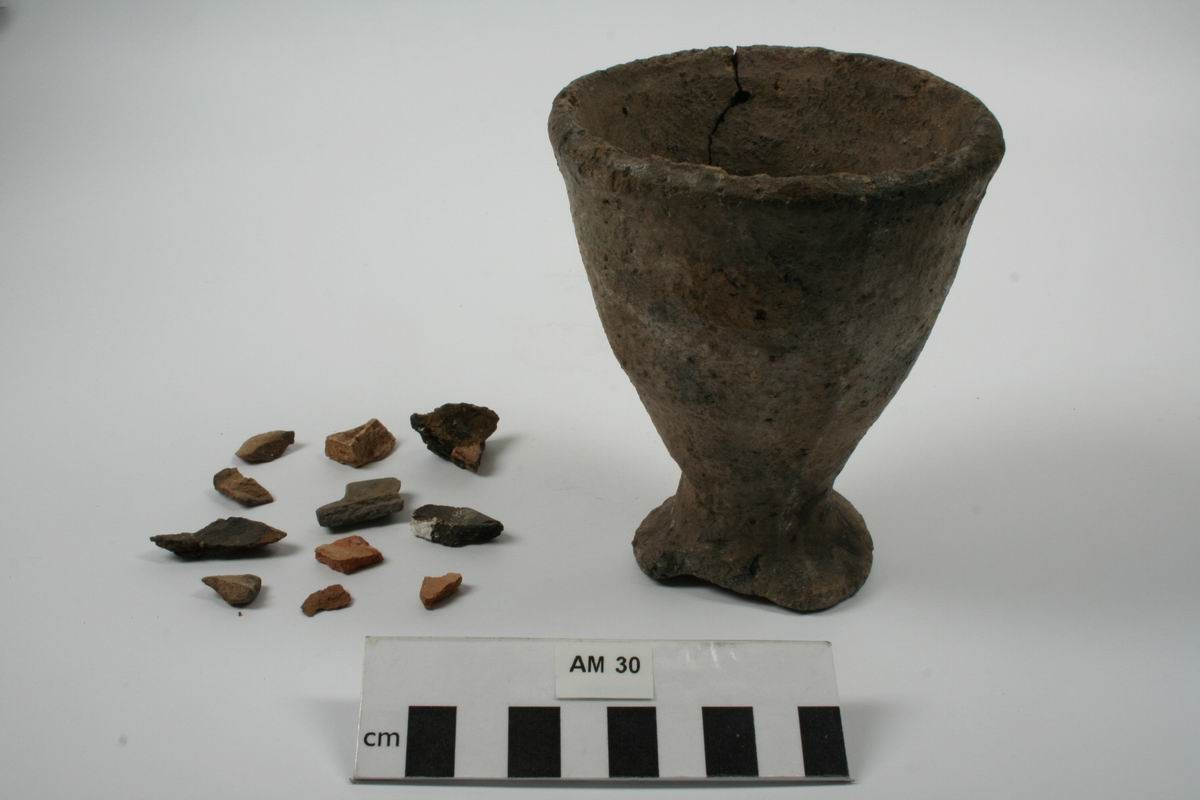
hochmittelalterlicher Becher, Grab D12 oder D13

## Filme
- Alun Harvey: Dutch Dolmens. Hunebedcentrum, Borger 2021. In: YouTube. 23. April 2021, abgerufen am 20. Mai 2021.
- Dutch Dolmens, Skeletal Remains of Burial Mounds. History and Excavation. Drenthe, Netherlands. History With Kayleigh, 2020. In: YouTube. 23. Juni 2020, abgerufen am 6. Oktober 2021.